# Transports en Nouvelle-Calédonie
Les réseaux de transport en Nouvelle-Calédonie sont soumis à un certain nombre de contraintes géographiques : l'insularité, le climat, l'éloignement de la Métropole (distante d'environ 17 000 kilomètres), l'aspect relativement étendu de l'île principale (avec 16 346 km2, il s'agit de la plus grande île française, dont la taille est deux fois plus grande que celle de la Corse) ou encore la présence sur pratiquement toute la longueur de cette dernière de la Chaîne centrale. S'y ajoute l'absence d'alternative à la route dans les transports intérieurs, à l'exception des liaisons maritimes inter-îles ou d'un circuit aérien domestique encore limité.

## Compétences de la Nouvelle-Calédonie
Le commerce extérieur (à l'exception des prohibitions à l'importation et à l'exportation relatives à des matières relevant de la compétence de l'État) et donc le régime douanier, la desserte maritime d'intérêt territorial (avec l'immatriculation des navires, la réglementation de leur statut restant assurée par l'État comme la sécurité maritime internationale), celle aérienne (à l'exception de certains domaines toujours supervisés par l'État, comme la desserte avec les autres territoires français, l'immatriculation des aéronefs ou la sécurité aérienne internationale), les transports routiers, l'immatriculation des véhicules (composée d'une série de chiffres, actuellement six, suivie de NC), la délivrance des permis de conduire (bien que valable sur l'ensemble du territoire français, il n'est pas à points comme celui de Métropole) et des cartes grises ainsi que la promotion de la sécurité routière (la réglementation générale, sa mise en application et la répression relevant toujours de la compétence de l'État au titre de ses missions de sécurité publique), le transport de l'énergie électrique, la réglementation de sa distribution, les équipements portuaires et aéroportuaires du domaine territorial relèvent de la compétence de la Nouvelle-Calédonie depuis 1999.
En 2009, la police et la sécurité de la circulation aérienne intérieure (et des exploitants établis en Nouvelle-Calédonie dont l'activité principale n'est pas le transport aérien international) et de la circulation maritime s'effectuant entre tous points de la Nouvelle-Calédonie ainsi que la sauvegarde de la vie en mer dans les eaux territoriales ont été en plus transférés de l'État à la Nouvelle-Calédonie, comme prévu par les dispositions de l'article 26 de la loi organique de 1999,.
Ces questions sont gérées par la Direction des Infrastructures, de la Topographie et des Transports terrestres (DITTT) du Gouvernement de la Nouvelle-Calédonie et deux services mixtes État - Nouvelle-Calédonie : la Direction de l'aviation civile (DAC) et le Service des affaires maritimes (AffMar). Elles constituent également des secteurs confiés à un ou plusieurs des membres du Gouvernement local. Il s'agit depuis le 11 mars 2011 de Gilbert Tyuienon (membre du FLNKS-UC, également vice-président du gouvernement jusqu'au 5 juin 2014) pour les Transports aériens domestiques, terrestres et maritimes, à quoi s'ajoute depuis le 3 avril 2015 le Transport aérien international (c'est alors la première fois depuis 2009 que ce secteur n'est pas pris en main par le président de l'exécutif).

## Transports routiers

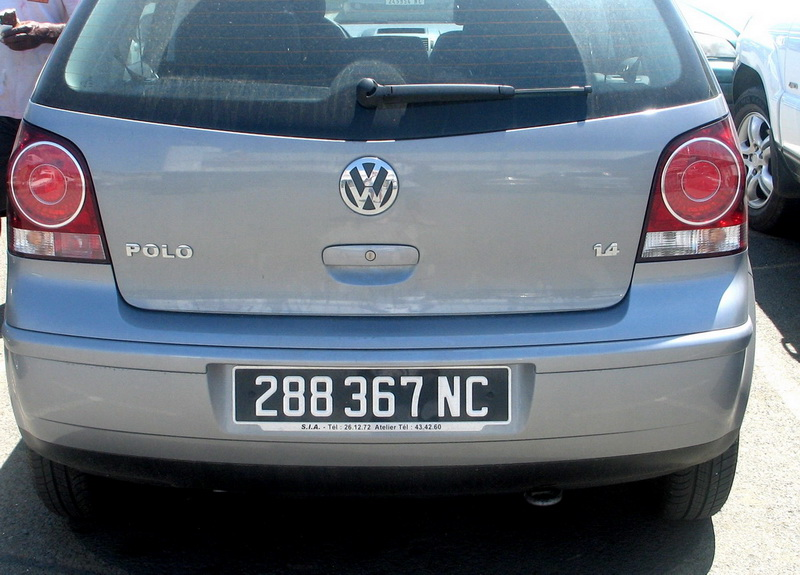
Plaque d'immatriculation en Nouvelle-Calédonie avant la normalisation initiée en 2018.

La route est de loin le mode de transport le plus développé en Nouvelle-Calédonie, tout particulièrement sur la Grande Terre, l'île principale. La conduite se fait à droite, selon le code de la route français, avec quelques adaptations.

### Bref historique
Pour les Européens, le transport par cheval a longtemps été le seul mode efficace de locomotion, hors Nouméa. Sulky, buggy, patache (diligence) ont amélioré le transport terrestre de 1870 à 1900, dès que des routes ont été tracées, jusqu'à permettre de couvrir 100 km par jour. Un relais d'étape, avec hôtel, est établi à La Foa. En 1903 apparaissent les premières automobiles. Dès 1904, un service de messagerie automobile est assuré entre Nouméa et Bourail, signant l'arrêt de mort du transport par bateau.

### Étendue totale des routes
Au début de l'année 2006, selon l'ISEE, le réseau routier total s'établissait à 5 622 km, soit environ 30,3 km de route pour 100 km2 (soit une densité près de cinq fois inférieure à celle de la Métropole, mais trois fois supérieure environ à celle de l'Australie et à peu près équivalente à celle de la Nouvelle-Zélande) et quelque 23,8 km pour 1 000 habitants. La répartition est relativement homogène entre les trois provinces, les disparités qui ont pu existé ayant eu tendance à s'estomper. Le réseau de la Province Sud n'est plus ni le plus étendu ni le plus dense, avec en 2006 un total de 2 270 km (32,4 km pour 100 km2), contre 2 580 km (soit 26,92 km pour 100 km2) en Province Nord et 772 km (39 km pour 100 km2) dans les Îles Loyauté,.
La route s'étend de manière continue sur pratiquement tout le pourtour de la Grande Terre, à l'exception de la « côte oubliée » (entre Thio et Yaté sur la côte est). Six routes transversales traversent la Chaîne centrale, soit du sud au nord entre le Mont-Dore et Yaté, entre Boulouparis et Thio, entre La Foa et Kouaoua ou Canala, entre Bourail et Houaïlou, entre Koné et Poindimié (la Koné-Tiwaka) et entre Koumac et Ouégoa.

### Les trois types de réseaux
Trois types de réseaux routiers existent en Nouvelle-Calédonie, en fonction de la collectivité qui en est le propriétaire et donc qui est chargée de sa mise en valeur et de son entretien : le réseau dit des « routes territoriales » (RT) appartenant à la Nouvelle-Calédonie, celui des « routes provinciales » (RP) relevant des provinces et celui de la « voirie communale » (routes municipales, voies urbaines et chemins ruraux) dépendant des communes.

#### Routes territoriales

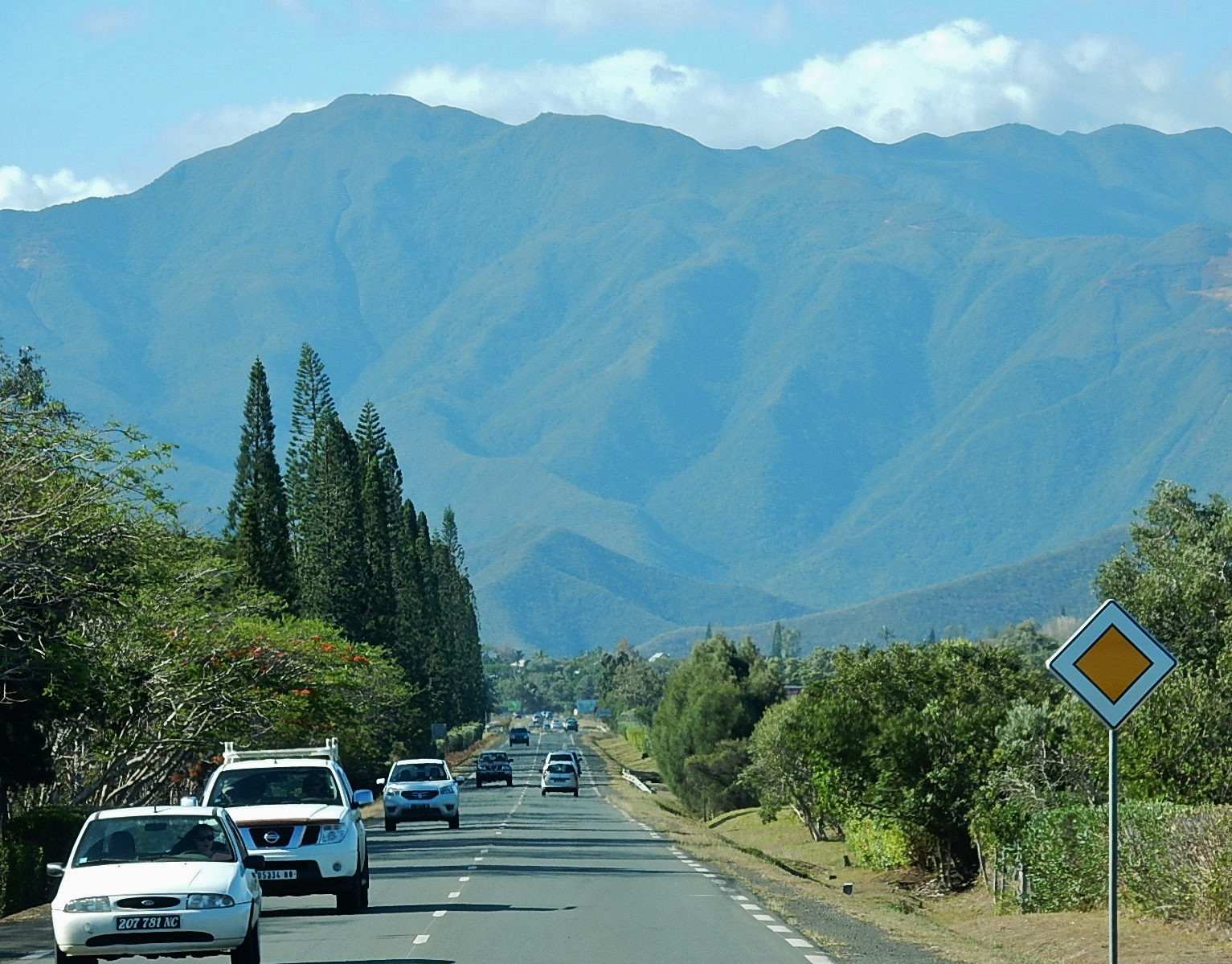
La RT1 à La Tontouta.

Au nombre de quatre, elles totalisent 575 km en 2006 soit seulement 10,2 % du réseau total. Il s'agit essentiellement de voies reliant entre elles les Provinces Sud et Nord ou desservant des infrastructures territoriales ayant une importance économique particulière. Elles sont presque toutes entièrement revêtues :
- la Route territoriale 1 (RT 1) est la plus longue et la plus ancienne, avec 401 km. S'étendant du sud-est au nord-ouest de la Grande Terre, longeant sa côte ouest de Nouméa à Koumac, il s'agit de l'axe routier historique, desservant la « Brousse » et les centres villageois (auxquels elle sert de rue principale) de toutes les communes de la côte ouest situées au nord de Nouméa (Dumbéa, Païta, Boulouparis, La Foa, Moindou, Bourail, Poya, Pouembout, Koné, Voh, Kaala-Gomen et Koumac). Elle dessert également l'aéroport international de Nouméa-La Tontouta. La vitesse y est limitée au maximum à 110 km/h, avec des portions à 90 ou 70 km/h et les passages en agglomérations à 50 km/h.
- la Route territoriale 2 (RT 2) relie entre elles les deux principales infrastructures ouvrant l'île de Lifou sur l'extérieur, à savoir le port de Wé à l'est et l'aéroport de Wanaham au nord. Elle s'étend sur 21 km.
- la Route territoriale 3 (RT 3), est la seule des six routes transversales traversant la Chaîne centrale de la Grande Terre à appartenir au réseau territorial. Elle part de la RT 1 après le village de Bourail sur la côte ouest, rejoint Houaïlou par le col dit des Roussettes puis longe une partie de la côte est en allant vers le nord-ouest entre Houaïlou et l'embranchement avec la transversale de la Koné-Tiwaka après Poindimié. Elle couvre 145 km.
- la Route territoriale 4 (RT 4) est la plus courte, avec 8 km de longueur dont 3 non revêtus. Elle part de la RT 1 après le village de Poya et rejoint le village minier et centre industrialo-portuaire de Népoui, sur la côte ouest de la Grande Terre.

#### Routes provinciales
Elles représentent au total 778 km de voies, presque entièrement revêtues, soit 13,84 % du total des routes néo-calédoniennes. Le réseau le plus étendu est celui de la Province Nord, avec plus de la moitié des routes provinciales (450 km), suivi de ceux du Sud (285 km) et des îles Loyauté (44 km).

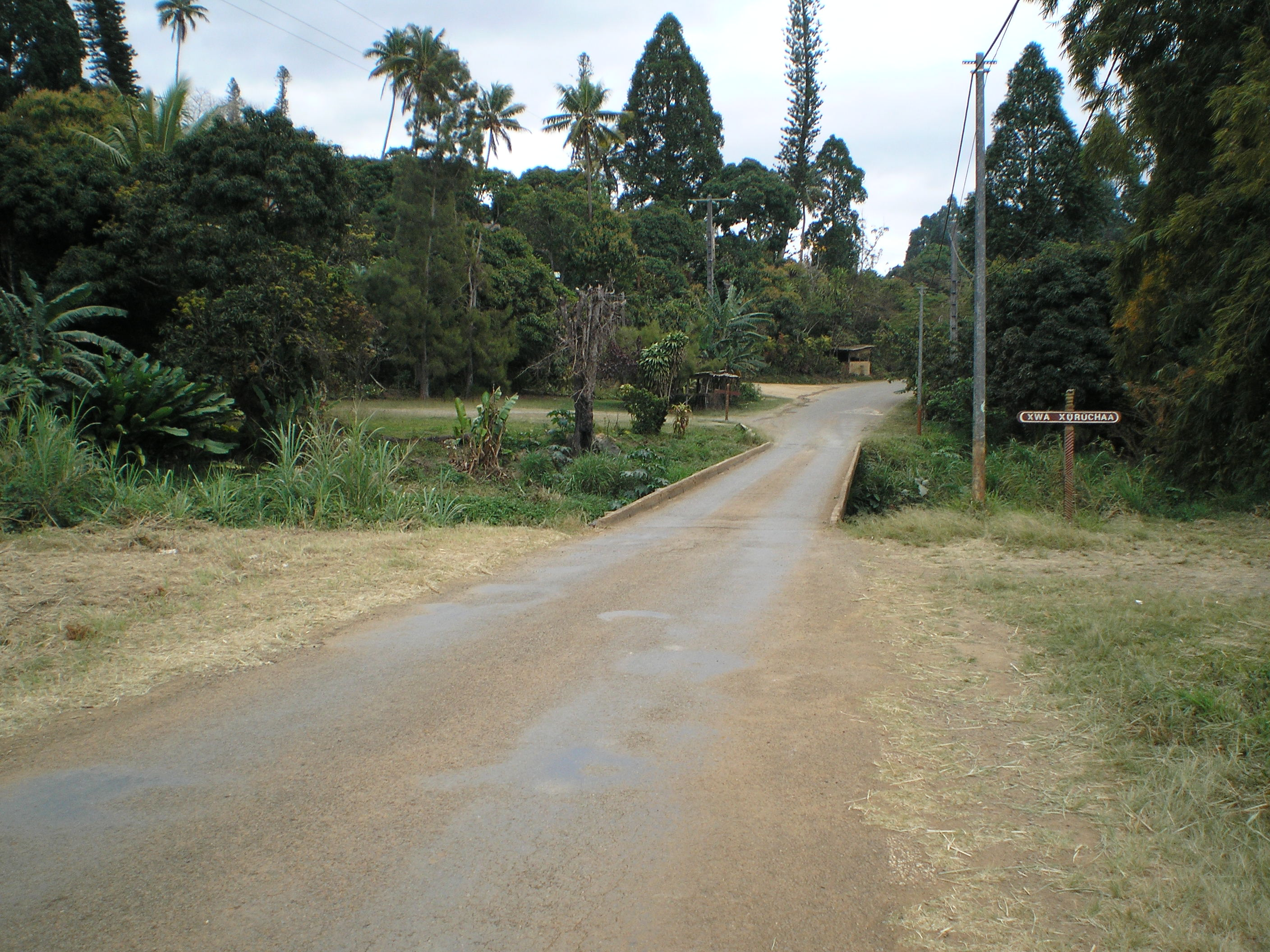
La RPN 3 à Canala.

##### En province Nord[7],[8],[9]

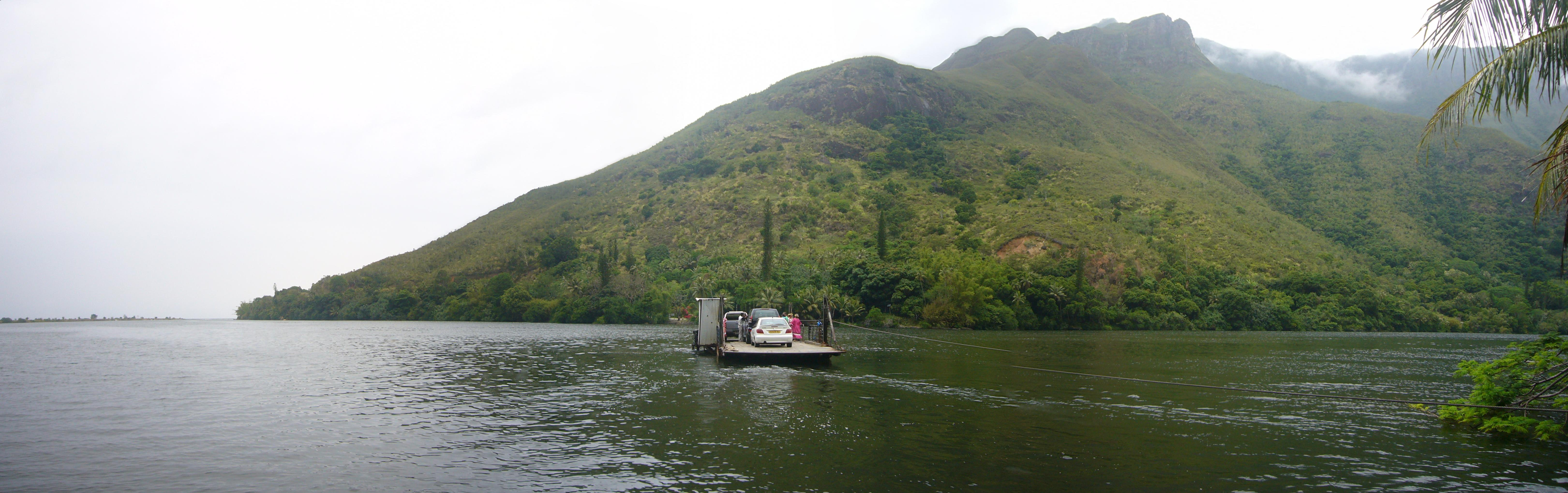
Bac de la Ouaieme.

- la Route provinciale Nord 1 (RPN 1) s'étend sur 40 km. Elle prolonge la RT 1, qui s'arrête peu après le village de Koumac, en continuant vers le nord-ouest en longeant la côte ouest jusqu'au village de Poum.
- la Route provinciale Nord 2 (RPN 2) ou « Transversale Koné - Tiwaka » (plus simplement appelée « Koné - Tiwaka ») est une route transversale qui s'étend sur 71 km. Elle part de la RT 1 sur la côte ouest, au niveau de l'Hôtel de la Province Nord peu avant le village de Koné, et va jusqu'à l'embouchure de la Tiwaka sur la côte est, à mi-chemin entre Poindimié et Touho. Là, elle rejoint la RT 3 qui arrive du sud-est, et la RPN 10 qui arrive du nord-ouest.
- la Route provinciale Nord 3 (RPN 3), longue de quelque 120 km, part de l'embranchement avec la RT 3 à Houaïlou et longe la côte est vers le sud-est jusqu'à la frontière avec la Province Sud, entre Canala et Thio, au lieu-dit du col de Petchekara. Elle traverse les villages de Kouaoua et de Canala, auxquels elle sert de rue principale. Le passage du col de Petchekara, entre Canala et Thio, est une route à horaire.
- la Route provinciale Nord 5 (RPN 5) constitue une portion de la route transversale dite du col d'Amieu qui relie La Foa (située sur la côte ouest en Province Sud) à Kouaoua ou Canala (sur la côte est en Province Nord). La RPN 5 s'étend sur environ 5 km, de la limité entre les communes de Sarraméa et de Canala (soit la frontière entre les deux provinces) au lieu-dit du col vert, jusqu'au col de Koh où elle rejoint la RPN 3.
- la Route provinciale Nord 7 (RPN 7) est la transversale la plus septentrionale de la Grande Terre, s'étendant sur 55 km. Elle part de la RT 1 à la sortie du village de Koumac sur la côte ouest jusqu'à la mission de Balade sur le territoire de la commune de Pouébo sur la côte est. À cet endroit, elle rejoint la RPN 10.
- la Route provinciale Nord 8 (RPN 8) part de la RT 1 peu après le village de Koumac et longe le littoral de la côte ouest sur 11 km vers le nord-ouest, jusqu'au wharf de Paagoumène.

- la Route provinciale Nord 10 (RPN 10), est la plus longue des routes provinciales du Nord avec 132 km. Elle part du carrefour avec la Koné - Tiwaka et la RT 3 à l'embouchure de la Tiwaka, entre Poindimié et Touho, au sud-est, et longe la côte est jusqu'à la mission de Balade sur le territoire de la commune de Pouébo au nord-ouest. Elle traverse les villages-centres de Touho, Hienghène et Pouébo, auxquels elle sert de rue principale. Il s'agit de la seule route de Nouvelle-Calédonie à disposer encore d'un passage de fleuve par un bac, sur la Ouaieme après le village de Hienghène.

##### En province Sud[10]
- trois voies rapides desservant le Grand Nouméa, formant deux voies de dégagement, l'une allant vers Dumbéa et Païta au nord-ouest du chef-lieu, l'autre vers le Mont-Dore à l'est :

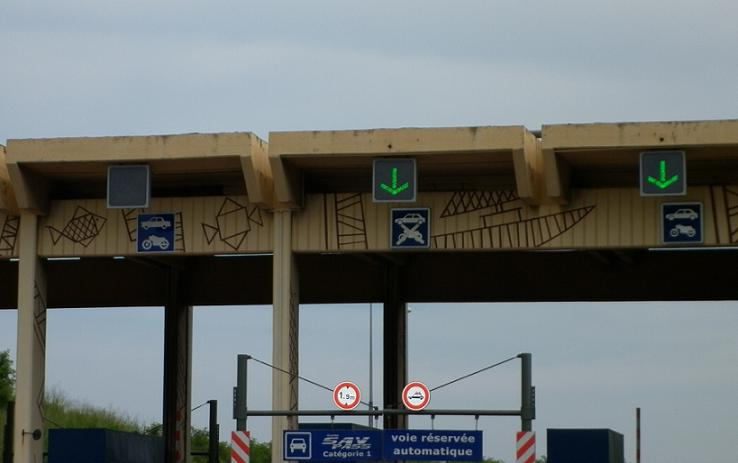
La gare de péage de la Voie express no 2, en service jusqu'au 26 décembre 2013.

- - la voie de dégagement ouest (VDO) composée de :
    - la Voie express n°1 - Route du Normandie (E1), plus généralement appelée « voie de dégagement », c'est une 2x2 voies de 8 km ouverte en 1969. Elle relie le carrefour du général Patch, dit « du Pacifique » (ancien rond-point), à l'entrée du centre-ville et du port autonome de Nouméa, au pont du Normandie près de la limite entre les trois communes de Nouméa, Dumbéa et le Mont-Dore. La vitesse y est limitée à 70 km/h (et à 50 km/h lors du passage du rond-point Berthelot, ou Mageco, dont le franchissement transversal à l'E1 est désormais contourné via un pont enjambant la voie rapide) jusqu'au niveau des quartiers de Ducos et Rivière-Salée, puis à 80 km/h. Elle est gérée directement par la Province Sud.
    - la Voie express n°2 - Route du Nord (E2), plus généralement appelée « voie express » ou « savexpress », du nom de la société d'économie mixte (détenue majoritairement par la Société de financement de la Province Sud, PromoSud) qui la gère. Longue d'environ 20 km et ouverte en 1979, elle part de la E1 à l'entrée du quartier de Koutio et de la commune de Dumbéa, et s'étend jusqu'au carrefour de Téné à Païta au nord-ouest, endroit où elle rejoint la RT 1. Il s'agit d'une route initialement à péage devenue gratuite le 26 décembre 2013, en 2x2 voies désormais sur la totalité de son parcours. La vitesse y est limitée à 70 km/h entre son point de départ et la gare de péage de Koutio, puis à 110 km/h.

  - la voie de dégagement est (VDE) a été ouverte en deux étapes entre 2000 et 2001. Elle s'étend sur 7 km  du rond-point Rabot, dit « rond-point de la Belle-Vie », au nord-est de Nouméa, jusqu'au rond-point de Boulari desservant le quartier du même nom, véritable centre-ville de la commune du Mont-Dore à l'est de Nouméa. Il s'agit également d'une route initialement à péage devenue gratuite le 26 décembre 2013 et gérée par la Savexpress. Il s'agit d'une double voie sur tout son tracé. La vitesse est limitée successivement à 50 km/h (avec le passage de deux ronds-points), puis à 70 km/h jusqu'à la gare de péage de Tina, puis à 90 km/h jusqu'au rond-point Week-End desservant le quartier de La Conception et enfin de nouveau à 70 km/h. Cette route offre la particularité d'avoir été construite sur une grande partie de son parcours sur des remblais au milieu de la mer.

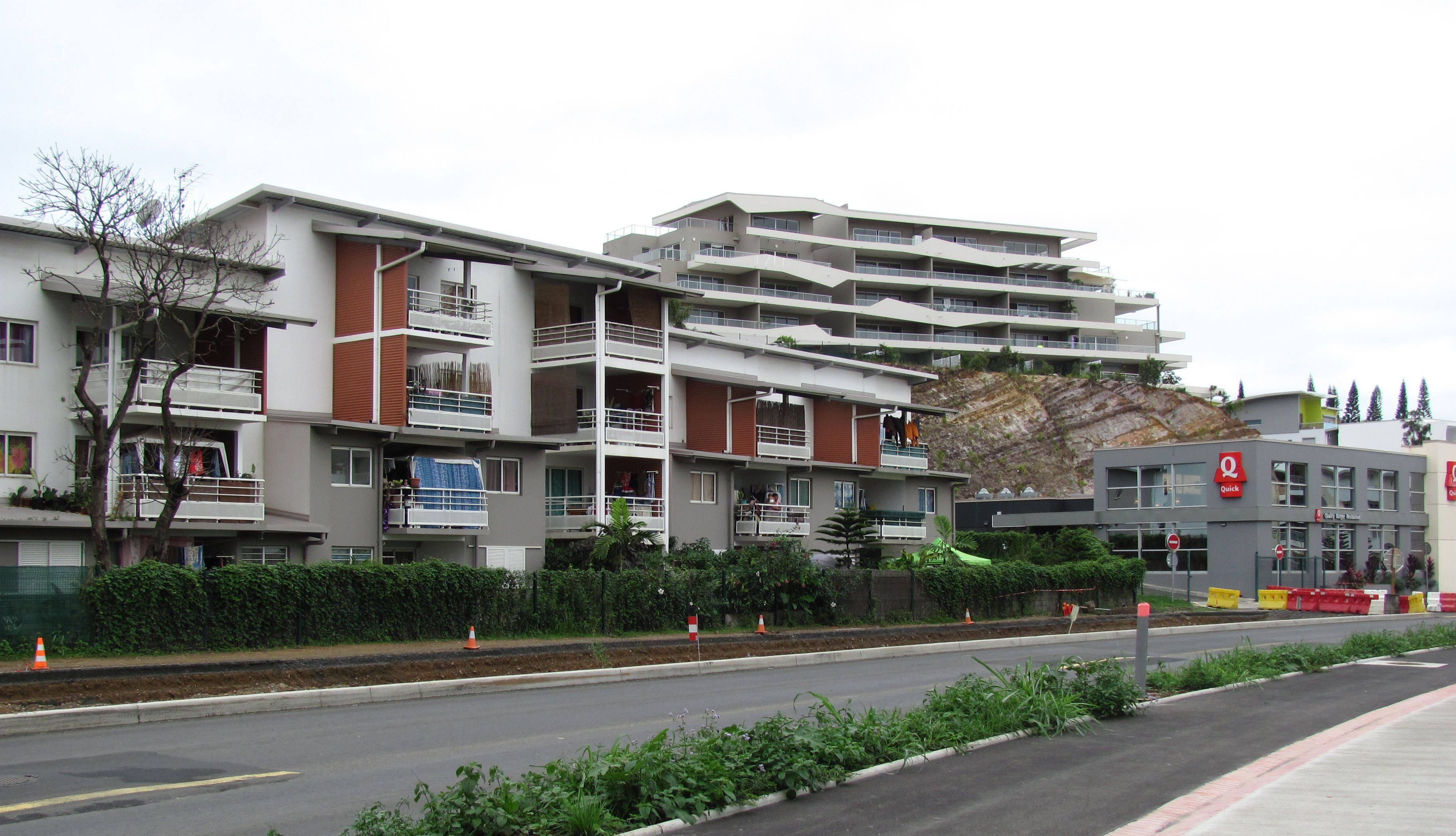
La RP1 ou « Route du Sud » passant à Boulari, centre urbain du Mont-Dore.

- la Route provinciale 1 (RP 1), dite « Route du Sud », relie, sur environ 30 km, l'échangeur de Normandie au nord-est de Nouméa (carrefour avec la rue Jacques Iekawé qui continue au nord vers Dumbéa où elle devient ensuite la RT 1, et avec la voie express E1) à l'embouchure de la rivière des Pirogues à Plum. Il s'agit de l'axe central de la commune du Mont-Dore qu'elle parcourt sur pratiquement toute sa longueur de l'ouest vers l'est.
- la Route provinciale 2 (RP 2), dite « Corniche du Mont-Dore » ou « Route de la Corniche », est longue d'environ 15 km. Elle se sépare de la RP 1 au rond-point de La Coulée et la rejoint à nouveau à l'entrée de Plum. Elle évite ainsi le col de Plum emprunté par la RP 1 et contourne le massif du Mont-Dore en longeant le littoral. Elle dessert les quartiers du Vallon-Dore et du Mont-Dore Sud, essentiellement composés de résidences secondaires de Nouméens et de lotissements rurbains.
- la Route provinciale 3 (RP 3), dite « Route de Yaté », est la transversale la plus méridionale de la Grande Terre, longue de quelque 55 km. Elle part de la RP 1 à la sortie du quartier de La Coulée et au pied du col de Plum, et rejoint le village de Yaté par le col dit des Deux Tétons et en longeant le lac de Yaté.
- la Route provinciale 4 (RP 4), dite « Route de Thio », est une transversale de 45 km, partant de la RT 1 à la sortie du village de Boulouparis sur la côte ouest et reliant par le col de Nassirah la RP 10 à mi-chemin entre Thio-Village et Thio-Mission sur la côte est.
- la Route provinciale 5 (RP 5), dite « Route du Col d'Amieu », constitue la première moitié de la transversale reliant le lieu-dit Fonwhary (à la sortie du village de La Foa et au pied de celui de Farino) sur la côte ouest au col de Koh et de là aux villages de Kouaoua ou Canala sur la côte est et en Province Nord. La RP 5 s'étend sur environ 27 km de Fonwhary au col vert à la limite entre les communes de Canala et Sarraméa (et donc à la frontière entre les deux provinces). Ensuite, elle devient la RPN 5. Elle passe près des villages de Farino et Sarraméa, dont elle constitue l'unique point d'accès.
- la Route provinciale 7 (RP 7), dite « Route de la Baie des Dames », d'environ 7 km de long, est entièrement sise dans le quartier (et presqu'île) de Ducos à Nouméa, et en constitue l'axe central en le traversant entièrementtrain d'est en ouest, de l'échangeur de Montravel avec la Voie express E1 jusqu'aux réservoirs d'hydrocarbures de Koumourou. Elle dessert la totalité de la zone industrielle.
- la Route provinciale 10 (RP 10), dite « Route de Petchekara », est longue de 16 km sur la côte est. Elle part de l'embranchement avec la Route de Thio, entre Thio-Missiotrainn et Thio-Village, traverse ce dernier dont elle constitue la rue principale puis s'étend jusqu'au col de Petchekara. Celui-ci se trouve à la limite entre les communes de Thio et de Canala, et donc à la frontière des Provinces Sud et Province Nord. Au-delà, la route devient la RPN 3. Le passage du col de Petchekara est une route à horaires.
- la Route provinciale 11 (RP 11), dite « Route de Yahoué », se trouve dans le Grand Nouméa et est longue de quelque 4 km. Elle part de la RP 1 à la limite entre les quartiers de Normandie (extrémité nord-est de Nouméa) et du Pont-des-Français (extrémité ouest du Mont-Dore) pour desservir la banlieue résidentielle de Yahoué.
- la Route provinciale 12 (RP 12), dite « Route d'Auteuil », relie entre elles, sur moins d'1 km, deux banlieues nord de Nouméa : celles de Yahoué (Mont-Dore) et d'Auteuil (Dumbéa).

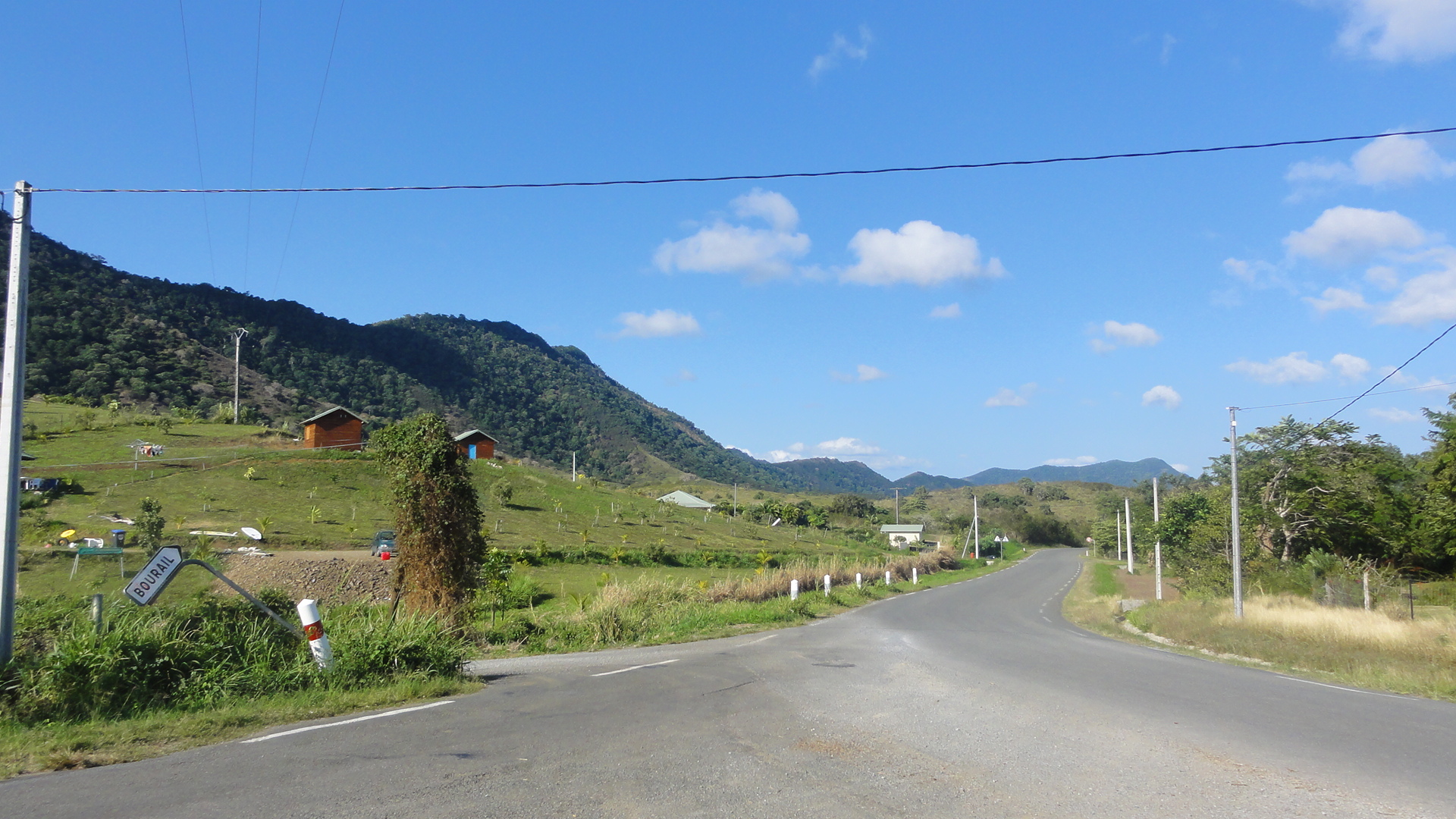
La RP20 ou « Route de Poé » à Gouaro.

- la Route provinciale 14 (RP 14), dite « Route de Magenta », comprend, sur 3 km, l'essentiel de la rue Roger Gervolino (entre le rond-point de Magenta-plage jusqu'à celui Rabot, dit de la Belle Vie, elle longe notamment l'Aéroport de Magenta).
- la Route provinciale 16 (RP 16), dite « Route de Farino », part de la Route du col d'Amieu pour desservir le village de Farino, soit une distance d'environ 3 km.
- la Route provinciale 17 (RP 17), dite « Route de Waho », relie sur quelque 3 km la Route de Yaté à la tribu de Waho, qui constitue le chef-lieu de la commune de Yaté.
- la Route provinciale 18 (RP 18), dite « Route de Sarraméa », part de la Route du col d'Amieu pour desservir le village de Sarraméa, soit une distance d'environ 3,5 km.
- la Route provinciale 20 (RP 20), dite « Route de Poé », longue de 15 km, part de la RT 1 après le passage du pont de la Néra peu avant l'entrée dans le village de Bourail. Elle s'oriente vers le sud puis l'ouest, allant jusqu'à la plage de Poé en passant par le site de la Roche Percée et la tribu de Gouaro.

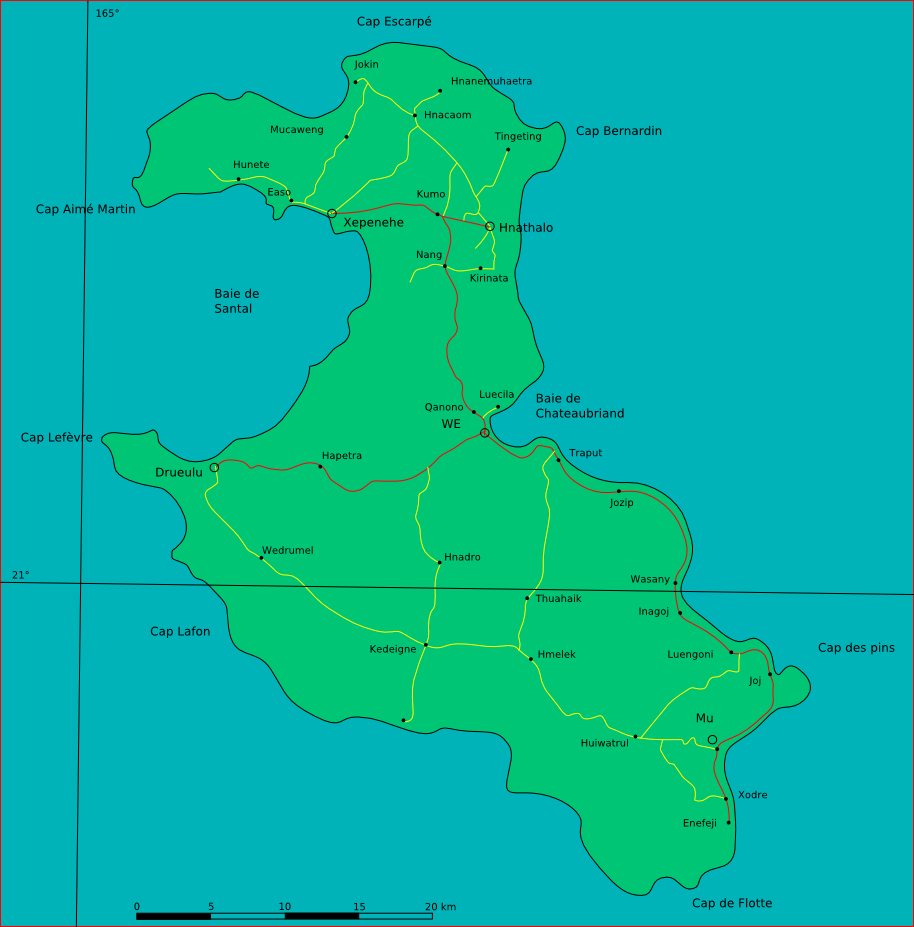
Carte du réseau routier de Lifou.

##### Aux îles Loyauté[11]
- la Route provinciale 1 (RP 1) sur l'île et commune de Lifou, elle part de la RT 2 au rond-point de Kumo, près de l'aéroport de Wanaham, jusqu'au wharf de la tribu de Chépénéhé (ou Xépénéhé) à l'ouest. Elle est longue d'environ 10 km.
- la Route provinciale 2 (RP 2) sur l'île et commune d'Ouvéa, relie les deux principales infrastructures ouvrant cette dernière sur l'extérieur. Longue d'un peu plus de 13 km, elle part de l'aéroport d'Ouloup au centre-est de l'île, et va jusqu'au wharf de la tribu de Wadrilla (ou Hwaadrila), au centre-ouest.
- la Route provinciale 3 (RP 3) sur l'île et commune de Maré, relie lui aussi les deux principales portes ouvrant cette dernière sur l'extérieur. Sur environ 23 km, il va de l'aéroport de La Roche au nord-est jusqu'à Tadine, au sud-ouest.

#### Voirie communale
Avec 4 268 km (soit 75,9 % du total), la voirie communale constitue la majeure partie du réseau routier néo-calédonien. Et, en son sein, une très large part (79,1 %, soit 3 376 km) prend la forme de routes municipales et voies urbaines (routes desservant des intérêts municipaux et entretenues par les communes, dont la largeur d’emprise est au moins égale à 20 m). Le reste (892 km) est constitué de « chemins ruraux » (voies dont la largeur d’emprise est comprise entre 10 et 20 m, reliant les routes territoriales, provinciales et municipales aux sites n’ayant pas d’accès direct, pour la plupart restant non revêtues).
La Province Sud est celle ayant le réseau de routes municipales et voies urbaines le plus répandu (1 498 km, soit 66 % de l'ensemble des routes de la province), mais la longueur cumulée de ses chemins ruraux est à peine supérieure à celle des Îles Loyauté (258 km contre 233 km). Dans le Nord, il y a 1 498 km de routes municipales et voies urbaines (54,4 % du total de la voirie dans cette province), tandis qu'elles s'étendent sur 474 km (61,4 %) dans les Îles Loyauté.

### État du réseau
Si le réseau routier néo-calédonien a été sensiblement amélioré depuis 1989 (développement du taux de revêtement, création de nouvelles routes comme la Koné-Tiwaka, programmes de désenclavement des tribus), l’accroissement du trafic et des charges transportées (avec notamment les gros chantiers des usines du Sud ou du Nord ou d'infrastructures comme l'agrandissement de l'aéroport de La Tontouta ou en vue des Jeux du Pacifique de 2011), ainsi que les pluies abondantes et les événements climatiques propres à la Nouvelle-Calédonie (cyclones, fort taux d'humidité et chaleurs) déforment sensiblement les routes et les fragilisent (d'où le développement rapide de nids de poule et trous dans la chaussée), nécessitant ainsi d’importantes et régulières remises en état.
Selon le Syndicat des entreprises de transports routiers de Nouvelle-Calédonie (SETRNC) et le Syndicat des contracteurs miniers (Contrakmine), l'urgence toucherait non seulement la vétusté des infrastructures routières et des ouvrages d'arts, estimant que « nos ponts comme ceux de Tontouta, Ouenghi, Moindah et Ponérihouen datent de 1945 et commencent à se fendre », mais aussi l'état de la chaussée en général et la signalisation. Ils déclarent ainsi : « Quand on voit que la vitesse est limitée à 110 km/h sur certaines portions désastreuses, c’est un truc de fou ! Revoir la signalisation ne serait pas coûteux. À partir de Nandaï [après Bourail], la route vers le nord est catastrophique. Koné aura bientôt 20 000 habitants. Les routes se voient moins qu’un nouvel aéroport, mais elles sont nécessaires au développement du pays. ».

### Moyens de transport

#### Parc automobile

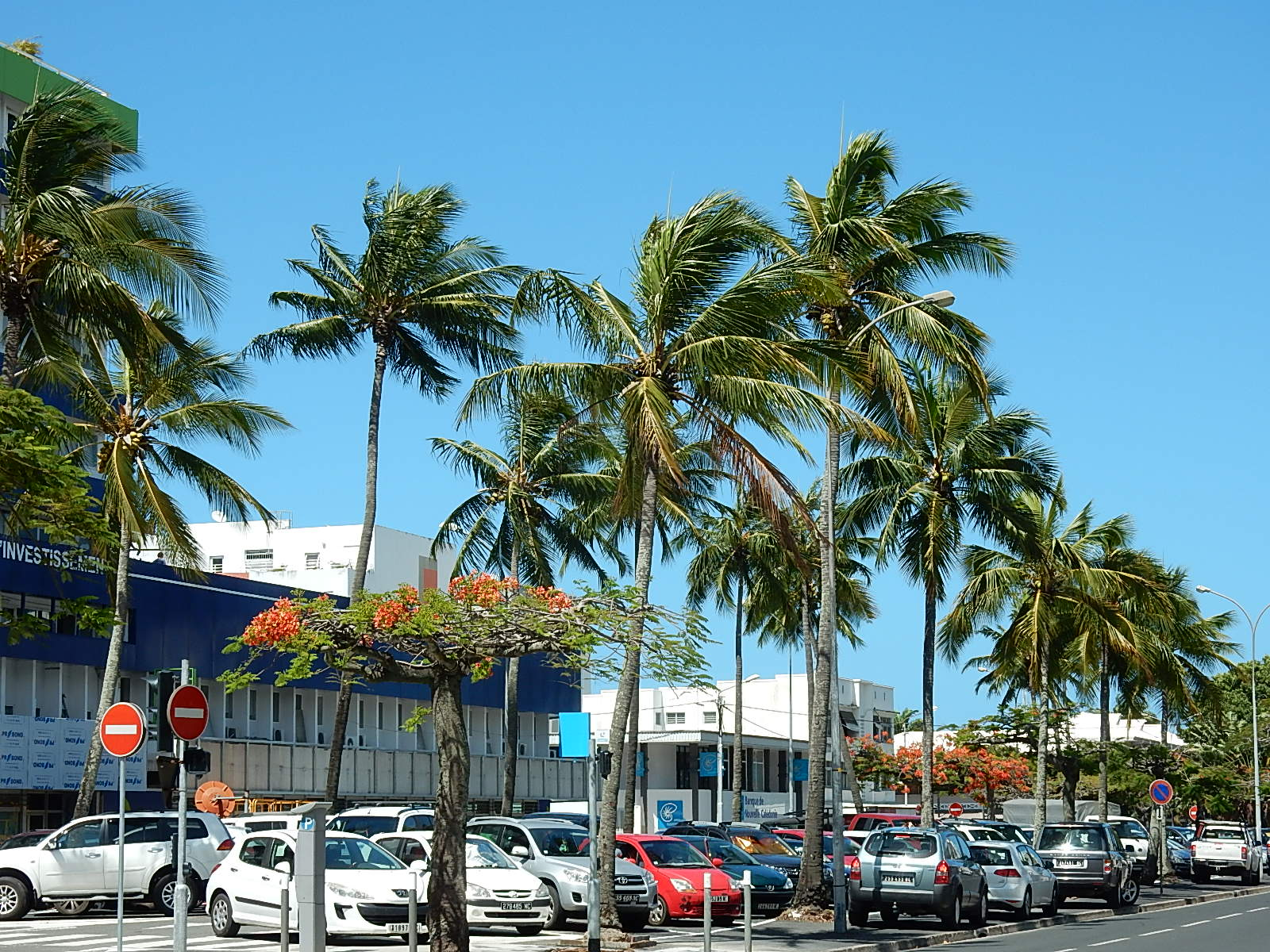
Parc de stationnement au centre de l'avenue de la Victoire - Henri-Lafleur, au centre-ville de Nouméa.

Le taux d'équipement en automobile est relativement élevé en Nouvelle-Calédonie, faute notamment d'alternative réelle à la route et de transports en commun encore assez peu développés. Ainsi, 74,4 % des ménages néo-calédoniens disposaient en 2004 d'au moins une voiture (automobile ou camionnette), soit un taux supérieur à celui des autres départements ou collectivités d'outre-mer et se rapprochant de celui de la Métropole (80,7 %). Il augmente à 77 % en 2009 et 77,5 % en 2014. Il existe d'importantes disparités géographiques, correspondant à des différences de mode de vie notamment, mais qui tendent à s'estomper : 82,6 % des ménages de la Province Sud (et surtout 83,9 % du Grand Nouméa) disposaient en 2004 d'au moins une voiture, contre 55,3 % dans le Nord et 36,7 % aux îles Loyauté, les deux provinces les plus rurales et les plus majoritairement mélanésiennes ; en 2009, ces proportions sont passées à 82,8 % dans le Sud (et toujours 83,9 % dans le Grand Nouméa), 60,65 % dans le Nord et 45,9 % aux Îles ; et en 2014 elles sont de 82,1 % dans le Sud (82,9 % dans le Grand Nouméa, une légère baisse qui s'explique par une baisse de la consommation dans un contexte de crise économique et par la réorganisation des transports en commun), de 65,3 % dans le Nord (77,3 % sur la côte ouest de cette province, du fait du développement urbain de la zone Voh-Koné-Pouembout) et de 49,65 % aux Îles. Dans ces deux dernières collectivités, l'équipement en bicyclette est notamment plus élevé que dans le Sud (29,1 % dans le Nord et 27,8 % aux îles Loyauté contre 24,5 % dans le Sud en 2004).
Et ce parc automobile a cru rapidement avec une croissance continue du nombre de véhicules neufs immatriculés chaque année dans les années 2000. Alors qu'il n'y a eu en 1995 que 6 526 véhicules neufs immatriculés et 7 907 en 2000, ils étaient 11 489 en 2005, 12 215 en 2006, 13 439 en 2007 et 13 639 en 2008. Cette augmentation a été permise par une augmentation générale des revenus liée à une assez forte croissance économique de la Nouvelle-Calédonie, portée par de hauts taux du cours du nickel sur les marchés internationaux. Le ralentissement causé par la crise économique mondiale à partir de 2009 se retrouve dans les mesures statistiques de la consommation et notamment l'achat d'automobiles, qui reste toutefois à un haut niveau avec 13 246 véhicules neufs immatriculés en 2009, soit un peu moins que l'année précédente, puis une légère remontée à 13 684 en 2010 et 13 580 en 2011. Le début des années 2010, au contexte économique plus morose, confirme cette baisse de la consommation avec le passage des immatriculations de véhicules neufs à 12 784 en 2012, 11 694 en 2013, 11 707 en 2014 et 10 641 en 2015.
Il est à noter que l'augmentation de l'achat de voitures particulières, pick-up ou camionnettes neuves a surtout bénéficié aux véhicules à moteurs Diesel (avec des pics à plus de 6 000 unités en 2007, 2010 et 2011), et d'origines étrangères (qui ont dépassé les modèles français à partir de 2004 et culminent à plus de 9 000 unités en 2010 et 2011). Les véhicules hybrides ou électriques font leur apparition à partir de 2012, mais à des niveaux encore modestes (3 en 2012 et 2 en 2013, 15 puis 16 en 2014-2015). Et les Néo-calédoniens montrent un goût croissant pour les pick-up ou camionnettes : alors que ce type de véhicule semblait avant les années 2000 réservé aux « Broussards » et ceux (encore nombreux) des Nouméens conservant une propriété en « Brousse », leur utilisation s'est faite de plus en plus par des urbains. Ainsi, s'ils représentent 21,8 % des véhicules neufs immatriculés en 2000, ils en constituent 24,1 % en 2005, 27,9 % en 2006 et 29,9 % en 2007. Et si les nouveaux achats de ce type de véhicule a aussi chuté en 2008-2009 et surtout depuis 2011, c'est à un rythme moins soutenu que pour les autres catégories ce qui fait que cette proportion reste forte, à 31,15 % en 2011, 29,56 % en 2012, 30,95 % en 2013, 30,14 % en 2014 et 28,41 % en 2015.

#### Transports en commun

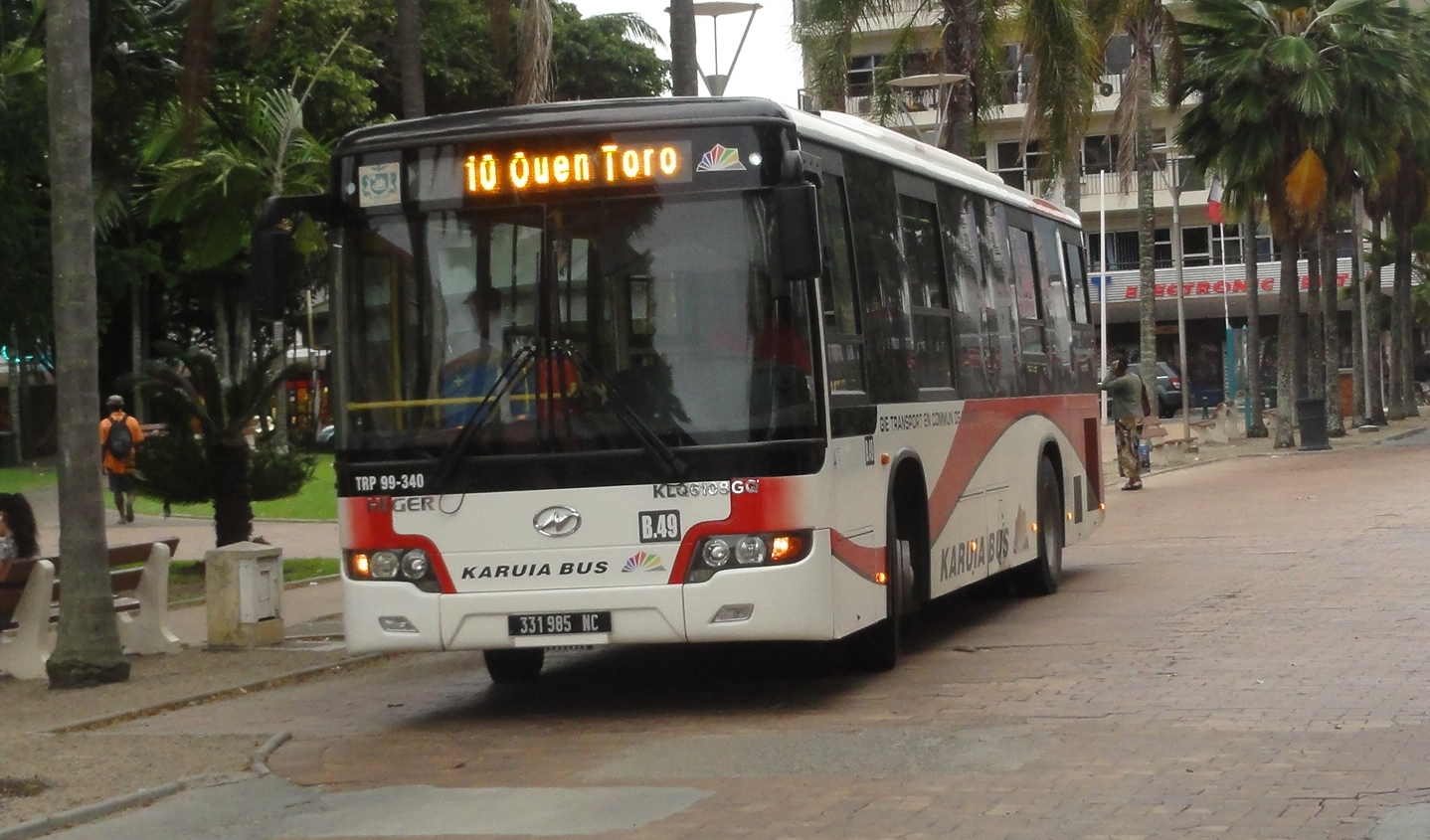
Ancien bus Karuïa à Nouméa assurant le service de la ligne 10 sur la place des Cocotiers.

Quatre types d'acteurs interviennent dans le secteur dans le transport en commun de personnes en Nouvelle-Calédonie : les communes du Grand Nouméa (Nouméa seule ou avec les communes de sa banlieue en intercommunalité), la Province Sud, la Nouvelle-Calédonie et le secteur privé. Les réseaux les plus développés sont situés dans le Grand Nouméa, avec trois compagnies qui, jusqu'en 2019, se répartissaient l'offre entre 53 % à Karuïa Bus, 37 % à CarSud et 10 % à SCT (anciennement Transco) en 2007 :
- Karuïa Bus, le réseau de bus urbains de la commune de Nouméa, géré par le GIE Transport en Commun de Nouméa (TCN). Il comprend 24 lignes, groupées par numérotation. Selon Gérard Vignes, adjoint au maire de Nouméa chargé des Transports, le réseau Karuïa est passé, entre 2001 et 2010, de 9 000 à 18 000 usagers par jour en moyenne, soit 13 000 de plus que sur le réseau CarSud[17]. L'ensemble des lignes a été revu en 2016.
- CarSud, le réseau de bus interurbains du Grand Nouméa, filiale de PromoSud (la société de développement et d'investissement de la Province Sud, qui est en plus l'autorité délégatrice) et de Veolia Transport qui, quoiqu'elle soit désormais actionnaire minoritaire derrière PromoSud, conserve la gestion de la société. Elle comprend 5 lignes principales différenciées par des lettres (A, B, C, D et E) qui se répartissent en deux axes de circulation à partir de Nouméa (les lignes A et E restent à Nouméa, les B et C vont vers Dumbéa et Païta au nord, et la D vers le Mont-Dore au sud), 8 lignes secondaires qui se répartissent à partir de 3 de ces lignes principales (les B, C et D) ainsi que 4 lignes express, une navette et une ligne sur demande.
- SCT, l'exploitant du transport scolaire des élèves du secondaire.

L'autorité organisatrice de transports pour ces 3 réseaux est le SMTU (Syndicat Mixte des Transports Urbains), créé en 2010.

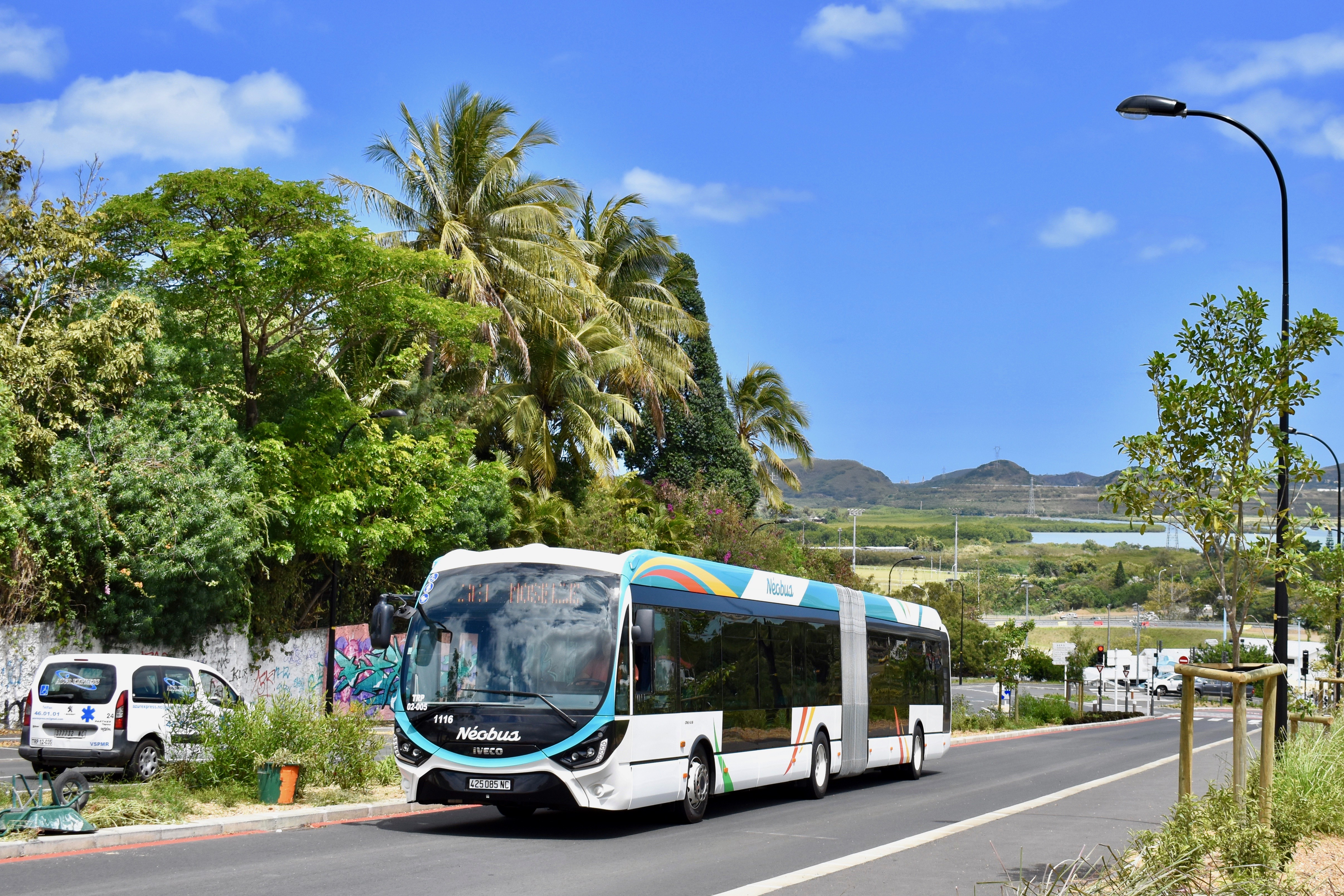
Le bus à haut niveau de service, Néobus, après sa mise en service en 2019, à Koutio (Dumbéa).

Toutefois, un certain nombre de contraintes durables (manque de coopération entre ces différents réseaux notamment sur la tarification ou les horaires, le fait que les autobus ne sont pas prioritaires en Nouvelle-Calédonie et que le premier couloir réservé n'a vu le jour qu'en 2008 pour Karuïa dans une rue du centre-ville de Nouméa) fait que ces transports en commun en agglomération ne peuvent réellement concurrencer les déplacements individuels en automobile. Durant les élections municipales de 2008 à Nouméa, l'amélioration de la circulation a été un des thèmes majeures de la campagne, plusieurs des listes candidates proposant le développement de transports en commun en site propre : notamment « Changer, c'est capital(e) » de Sonia Lagarde, arrivée en seconde position, avait proposé la création d'un tramway qui relierait le futur centre urbain de Dumbéa-sur-mer au centre-ville en passant par le futur « médipôle » de Koutio à l'entrée de la ville, sur un trajet de 12 kilomètres et pour un coût estimé à 3 milliards de francs CFP (25,14 millions d'euros).
En août 2010, l'Assemblée de la Province Sud adopte un schéma de cohérence de l'agglomération nouméenne (SCAN) couplé à un plan de déplacement de l’agglomération nouméenne (PDAN) qui prévoient de développer les transports en commun et de limiter la longueur et la durée des déplacements des habitants de l’agglomération depuis leur domicile jusqu’à leur travail. Ils prévoient pour cela la création d'une Autorité d’organisation des transports, le SMTU, coordonnant les activités des acteurs dans ce domaine dans le Grand Nouméa (avec surtout la fusion des 3 réseaux urbains à terme), mais aussi l'installation d'un bus à haut niveau de service (le Néobus) et de navettes maritimes reliant le centre urbain à sa banlieue. Toutefois, les actions provinciales à court terme, inscrites dans une logique d'amélioration de la circulation des seules voitures au travers du plan Sud Express apparaissent contradictoires avec ce plan de transport avec les projets controversés de l'échangeur de l'Étrier ou de dénivellation du carrefour Berthelot. Quoi qu'il en soit, le Néobus est mis en service en 2019, en même temps que le nouveau réseau commun de l'agglomération, Tanéo, remplaçant Karuïa Bus et CarSud.
Dans le reste de la Nouvelle-Calédonie, le RAÏ (Réseau d'Autocars Interurbain) assure la desserte du reste du territoire via 25 lignes de cars. Ce réseau est sous l'autorité du SMTI (Syndicat Mixte du Transport Interurbain).
De nombreuses sociétés offrent sinon des transports en commun touristiques en autobus (certaines regroupées sous forme de Groupement d'intérêts économiques qui offrent des excursions et des navettes vers les aéroports), camionnettes ou mini-van (la plupart desservant des hôtels, voire des gîtes).
Le service de taxi est assuré par le réseau de l'Association des taxis radios, avec des véhicules reconnaissables par leur lumineux, leurs couleurs (verts et blancs) et des tarifs standardisés.

#### Transport de marchandises
Le transport de marchandises sur route est relativement peu développé comparativement au transport maritime. En effet, la plupart des produits importés directement à Nouméa (à savoir biens d'équipements et produits manufacturés, dont les voitures) sont commercialisés au détail presque exclusivement dans le chef-lieu. D'autre part, les produits miniers venus de la Brousse sont acheminés vers Nouméa (voire directement exportés) par des bateaux minéraliers. Les transports routiers concernent donc avant tout les produits alimentaires ou de consommation courante (productions de la Brousse orientées vers Nouméa ou, dans l'autre sens, les biens transformés à Nouméa ou importés qui sont acheminés vers les petits commerces de détaille de la Brousse), la répartition du courrier ou les matériels de mines ou de chantiers (notamment camions, tracteurs, engins).

### Sécurité routière
Pour des raisons techniques, il est temporairement impossible d'afficher le graphique qui aurait dû être présenté ici.

Pour des raisons techniques, il est temporairement impossible d'afficher le graphique qui aurait dû être présenté ici.

La Nouvelle-Calédonie connaît un fort taux de mortalité routière. En effet, 60 personnes sont décédées sur la route en 2009, et 52 en 2019, soit proportionnellement quatre fois plus qu'en Métropole,. Le nombre des tués sur les routes est chaque année au moins supérieur à 50 depuis 1985, avec des pics par exemple en 1990 (74), en 2005 (71) et en 2007 (62). Cela a abouti notamment à atteindre un taux de 361 tués pour 1 million d'habitants en 2004 pour la Nouvelle-Calédonie, soit cette année 4 fois plus qu'en France métropolitaine, et même près de 2,5 fois plus que la Pologne qui avait pourtant alors le plus mauvais score de l'Union européenne. Les accidents de la route constituaient en 2007 la cinquième cause principale de décès en Nouvelle-Calédonie (5 % de la mortalité cette année-là), loin derrière les tumeurs, les maladies de l'appareil circulatoire et celles du système nerveux mais assez proche des symptômes, signes et états morbides mal définis, mais devant par exemple les maladies de l'appareil digestif, infectieuses et parasitaires.
Si le nombre d'accidents corporels sont nettement concentrés à Nouméa (la ville concentrant 516 des 667 accidents en 2007), ils sont en règle générale beaucoup moins graves qu'en « Brousse ». En effet, s'il n'y a eu en 2007 que 151 accidents corporels ayant eu lieu hors de Nouméa, ils ont fait 160 blessés (contre 586 à Nouméa) mais 156 graves (alors que dans le chef-lieu seuls 123 blessés l'étaient gravement) et surtout 55 des 62 tués de cette année. Selon l'ISEE, les principales causes d'accident à Nouméa sont un non-respect des règles de circulation (à environ 33 %), suivi de la conduite sous l'empire d'un état alcoolique (à 15 % environ) puis de la vitesse excessive ou inadaptée (moins de 5 %). En revanche, l'alcool apparaît comme le principal facteur accidentogène en Brousse (à 36 %), avec la vitesse (35 %), tandis que le non-respect du code de la route n'expliquerait que moins de 10 % des accidents hors Nouméa. Quoi qu'il en soit, autorités et associations touchant à la sécurité routière s'accordent pour voir dans les problèmes de l'alcoolisme, de la consommation de stupéfiants (notamment de cannabis), de la vitesse excessive mais aussi de l'état des routes et de l'absence de moyens répressifs réels (aucun radar automatique n'existant par exemple sur le Territoire en 2010) les causes principales de la mortalité routière,.
Pour y remédier, les autorités compétentes (essentiellement l'État ou le Gouvernement local) ont lancé un certain nombre de projets et mesures visant à lutter contre cet état de fait : des programmes de prévention et de sensibilisation (souvent à l'aide d'images violentes) dans les médias, l'interdiction de la vente d'alcool à emporter la plupart des week-ends et jours fériés depuis 2008 (mesures initiées par le Haut-commissaire de l'époque Yves Dassonville) ou le lancement à la fin de l'année 2009 d'un plan d'urgence.

## Transports maritimes
Historiquement, des premiers navigateurs austronésiens jusqu'aux explorateurs européens, l'accès aux îles de la Nouvelle-Calédonie s'est faite par la mer. Si ce mode est devenu secondaire pour le transport de passagers (à l'exception des bateaux de croisières touristiques et de certains déplacements domestiques inter-îles) du fait du développement de l'avion à partir des années 1960, il reste prépondérant concernant le convoyage de marchandises.

### Historique

#### La pirogue: transport traditionnel des mélanésiens

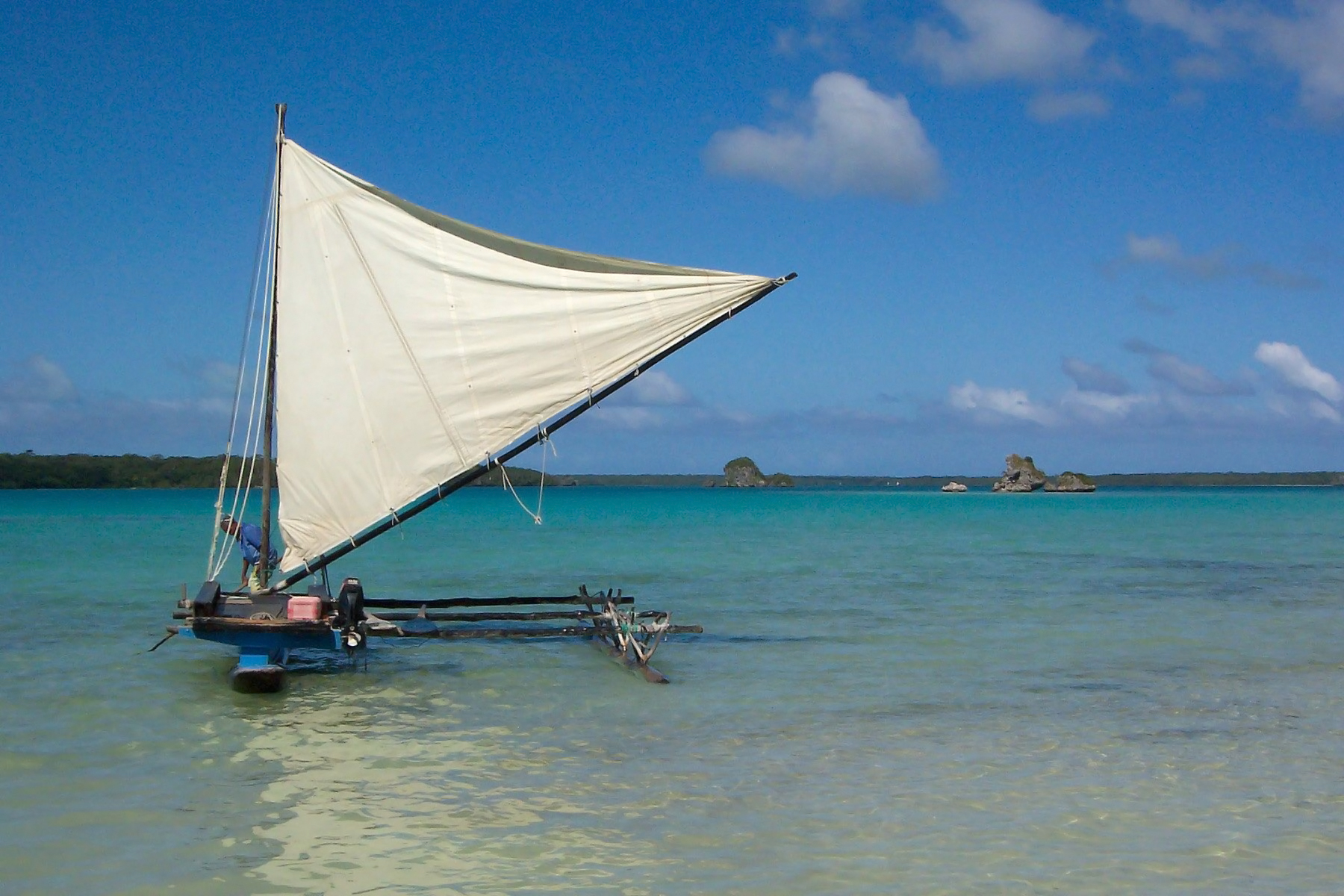
Une pirogue à balancier mélanésienne, à l'île des Pins.

Le premier peuplement de la Nouvelle-Calédonie s'est fait grâce à la navigation. Il y a 5 000 ans environ (v. 3 000 av. J.-C.), des habitants du littoral de la Chine du sud, cultivateurs de millet et de riz, appelés Austronésiens par les archéologues, commencent à traverser le détroit pour s'installer à Taïwan. Vers 2 000 av. J.-C., des migrations ont lieu de Taïwan vers les Philippines. De nouveaux mouvements de populations commencent bientôt des Philippines vers Sulawesi et Timor et de là, les autres îles de l'archipel indonésien. Vers 1 500 av. J.-C., un autre mouvement mène des Philippines à la Nouvelle-Guinée et, au-delà, aux îles du Pacifique. Les Austronésiens sont sans doute les premiers navigateurs de l'histoire de l'humanité.
Par la suite, jusqu'au Ier siècle av. J.-C., se développe une vaste aire culturelle dans le Pacifique dite du Lapita car surtout caractérisée par les poteries du même nom. Celles-ci, découvertes en de nombreux sites océaniens, presque toujours littoraux, témoignent d'importants échanges et flux entre archipels par la mer. La période suivante, allant de 200 av. J.-C. ou du début du premier siècle jusqu'à l'arrivée des premiers Européens à la fin du XVIIIe siècle et au XIXe siècle, voit se développer la culture kanak, issue vraisemblablement du développement d'une différenciation régionale de plus en plus poussée au sein des populations austronésiennes de tradition Lapita et de nouveaux apports de populations venant des îles Salomon ou du Vanuatu et issues de la première vague de peuplement de l'Océanie (dite du Sahul). Plusieurs récits issus de la tradition orale kanak font également état de migrations polynésiennes par la mer (surtout de Tonga, des Samoa, de Wallis et Futuna) vers les îles Loyauté et l'île des Pins, vraisemblablement entre le XVIe siècle et le tout début du XIXe siècle. Ceci explique certaines particularités socio-linguistes des Loyaltiens et Kunié par rapport aux Mélanésiens de la Grande Terre (une langue polynésienne, l'ouvéa occidental ou faga-uvea à Ouvéa, est d'ailleurs toujours parlée). Les Kanaks ont conservé jusqu'à aujourd'hui l'utilisation de pirogues à balanciers traditionnelles (même s'ils y ajoutent désormais de nombreux apports de la modernité, comme des propulseurs motorisés).

#### Les paquebots des Messageries maritimes

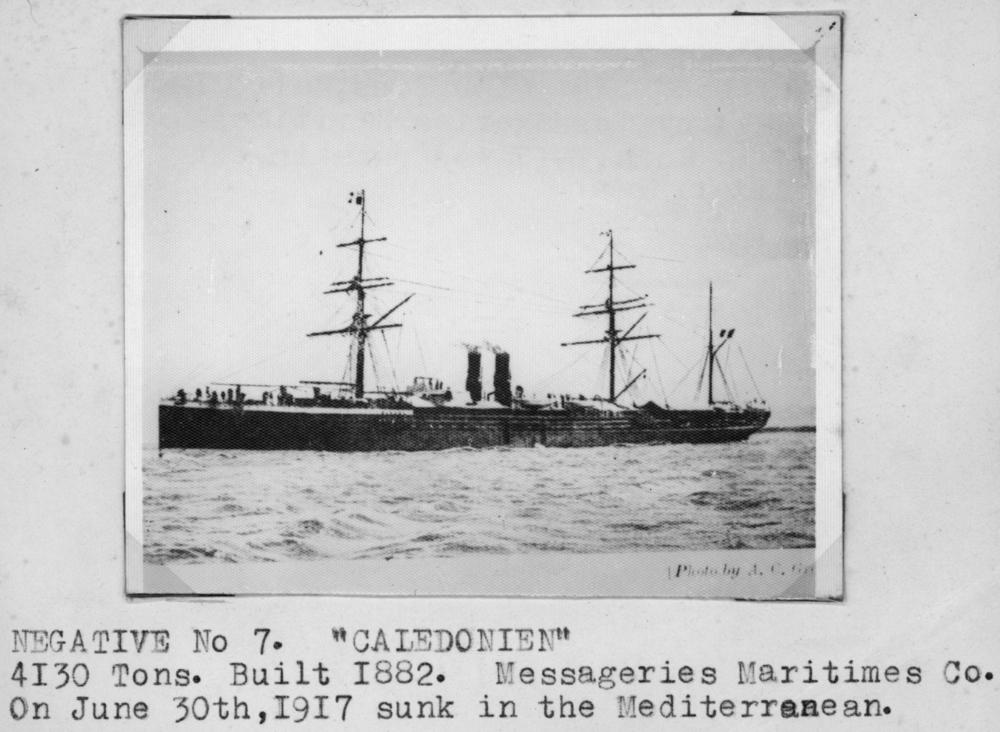
Le paquebot Le Calédonien.

Dès 1872, le Tour de Côte est assuré, en service bimensuel, par une compagnie associant André Marchand et John Higginson.
Concernant les liaisons maritimes internationales, l'essentiel du service a vite été pris en main par les Messageries maritimes : celle-ci établit la première ligne régulière vers l'Australie et la Nouvelle-Calédonie, inaugurée le 23 novembre 1882 avec le paquebot (à propulsion à voile et à vapeur) Le Natal (sa vitesse est de 12 nœuds), qui arrive à Nouméa le 14 janvier 1883. Auparavant, l'État assurait quelques transports du courrier par an en le confiant aux compagnies anglaises et en le faisant transborder depuis l'Australie, à quoi s'ajoutaient les convois pénitentiaires vers le bagne. La première ligne des Messageries est assurée à trois reprises par Le Natal jusqu'en 1884 puis par une série de paquebots frères de ce dernier (d'une vitesse légèrement supérieure : entre 13 et 16 nœuds) : Le Melbourne de 1884 à 1895, Le Calédonien de 1882 à 1889, Le Sydney de 1882 à 1913, Le Salazie de 1883 à 1890, Le Yarra de 1883 à 1909 (alternativement avec la ligne de Chine de 1897 à 1909) et L'Océanien de 1885 à 1892. Elle part de Marseille et fait escale à Port-Saïd, Suez (où elle franchit le canal), Aden, Mahé, La Réunion, Port-Louis, King George Sound, Adélaïde, Melbourne et Sydney avant d'arriver à Nouméa, soit un total de 12 000 nautiques en une moyenne de 60 jours. Une ligne annexe est également mise en place à travers une simple rotation entre Nouméa et Sydney (prolongé vers les Nouvelles-Hébrides à partir de 1901), en correspondance avec les paquebots anglais d'Australie, par le biais du paquebot Le Tanais (de 1889 à 1901), puis Le Pacifique (de 1901 à 1925), Le Dupleix (de 1925 à 1928), le cargo mixte Le Bucéphale (essentiellement vers les Nouvelles-Hébrides, de 1932 à 1937), le paquebot Le Polynésien (II) (de 1937 à 1941 et de 1946 à 1955) et enfin Le Polynésie (de 1955 à 1972).
La durée des trajets est vite réduite grâce à la suppression à partir de 1887 de deux escales (celles de La Réunion et de Port-Louis) puis en mettant en service des navires plus rapides, ceux de la série L'Australien à partir de 1890 (le record de vitesse est établi à cette époque à 17 nœuds et reste invaincu jusqu'à l'après-Première Guerre mondiale). Il s'agit de L’Australien de 1890 à 1903, Le Polynésien (qui établit le record de vitesse) de 1891 à 1903 puis de 1914 à 1918, L’Armand Behic de 1891 à 1912 (en alternance avec la ligne d'Extrême-Orient à partir de 1903) et La Ville de La Ciotat de 1892 à 1903. La Première Guerre mondiale entraîne la suspension temporaire des lignes régulières entre 1914 et 1919 : seules les lignes annexes Sydney-Nouméa et Nouméa-Nouvelles-Hébrides par Le Pacifique sont maintenues, tandis que quelques navires de charge sont affrétés exceptionnellement par l'État durant cette période pour le courrier et les transports de troupe (notamment Le Gange en 1916-1917). En 1919, les Messageries maritimes décident de lancer une nouvelle ligne, partant de Dunkerque et passant par le canal de Panama et Tahiti : elle est assurée par le paquebot-mixte (transport de passagers et de marchandises) L’El Kantara, dont le premier voyage en 1919 fait de lui le premier navire des Messageries à passer par Panama et est l'occasion de rapatrier les volontaires néo-calédoniens de la Grande guerre. Il reste en service jusqu'à sa démolition en décembre 1926.

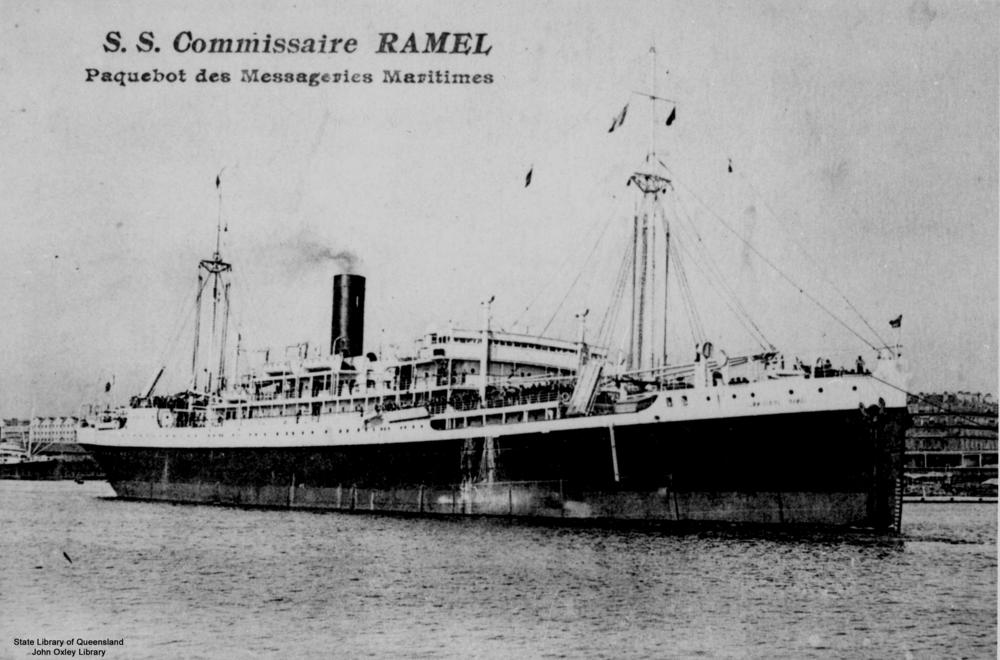
Le cargo mixte Commissaire Ramel.

La ligne Marseille-Nouméa par Suez est maintenue jusqu'en 1924, grâce notamment au sistership de L’El Kantara, Le Louxor de 1922 à 1924 (il passe ensuite sur le Dunkerque-Nouméa via Panama jusqu'à 1929). Par la suite, la ligne Marseille-Australie est maintenue jusqu'en 1935 mais s'arrête à Sydney (à l'exception de quelques occasions où la course est poursuivie jusqu'à l'ancien terminus), la ligne annexe Sydney-Nouméa prenant ensuite le relais. Des cargos ou paquebots mixtes neufs ou plus récents que L’El Kantara ou Le Louxor sont de plus bientôt mis en service :
- trois paquebots frères : Le Ville de Strasbourg vers l'Australie par Suez de 1922 à 1930, puis vers Nouméa par Panama de 1930 à 1940[48] ; Le Ville de Verdun vers l'Australie par Suez de 1922 à 1927, puis vers Nouméa par Panama de 1927 à 1940, il est réquisitionné à Saïgon par les Japonais en 1942 (étant alors rebaptisé Ateison Maru) et coulé peu de temps après[49] ; Le Ville d'Amiens vers l'Australie par Suez de 1924 à 1934 puis vers Nouméa par Panama de 1934 à 1940 et de 1944 à 1950[50] ;
- le cargo mixte L’Eridan (premier navire à cheminées carrées) sur le Dunkerque-Australie de 1929 à 1934, puis Marseille-Australie de 1934 à 1935 et enfin Marseille-Nouméa par Panama de 1935 à 1940, de 1948 à 1951 et de 1954 à 1956[51],[52] ;
- le cargo mixte Le Commissaire Ramel sur le Dunkerque-Australie de 1929 à 1934, puis Marseille-Australie de 1934 à 1935 et enfin Marseille-Nouméa par Panama de 1935 à 1940, date à laquelle il est perdu en mer[53] ;
- le paquebot mixte Le Sagittaire sur la ligne Marseille-Nouméa de 1939 à 1942 et de 1946 à 1953[54].

Après de nouvelles interruptions des liaisons régulières durant la Seconde Guerre mondiale, le service reprend progressivement à partir de la Libération en 1944 avec Le Ville d'Amiens, Le Sagittaire et L’Eridan. Dans les années 1950, la ligne vers Nouméa par le canal de Panama est étendue jusqu'à Sydney, tandis que les précédents navires sont remplacés par deux nouveaux paquebots mixtes frères, plus grands, plus rapides (environ 19 nœuds) et plus confortables, construits spécifiquement pour la ligne Marseille-Nouméa dont ils assureront les dernières années de service : Le Calédonien (II) de 1952 à 1972 et Le Tahitien de 1952 à 1971. Ils assurent 6 voyages par an, soit un départ de Marseille vers Nouméa tous les 60 jours. En 1972, trop fortement concurrencée par l'avion, la ligne principale ainsi que celle annexe sont toutes deux supprimées, les Messageries maritimes (future CGM à partir de 1977 puis CMA CGM après 1996) ne conservant que ses rotations pour le transport de marchandises.

#### Le Tour de côte
Dans les premiers temps après la prise de possession de la Nouvelle-Calédonie par la France, le développement d'un véritable réseau routier ayant pris du temps, les liaisons entre le chef-lieu Port-de-France (devenu ensuite Nouméa) et l'intérieur de la Grande Terre ou les autres îles se sont surtout faites par cabotage. D'abord assuré par des entrepreneurs privés, un service public subventionné par le gouvernement de la colonie a vu le jour en 1872 sous le nom de Tour de côte : il unit tout d'abord la Compagnie de la Nouvelle-Calédonie du banquier André Marchand et quelques entrepreneurs tels que John Higginson, et est assuré par la goélette à vapeur La Dépêche, d'une capacité de 30 tonneaux. Le service est repris en 1877 par la Société des transports maritimes de la Nouvelle-Calédonie (STMNC) du négociant australien d'origine anglaise William Morgan (Premier ministre d'Australie-Méridionale de 1878 à 1881), avec une goélette à vapeur de 65 tonneaux (La Croix du Sud) puis deux caboteurs encore plus importants (le Nouméa et le Ne Oblie). L'entreprise est rachetée en 1886 par un armateur et entrepreneur néo-calédonien, Arthur Pelletier (maire de Nouméa, nommé par le gouverneur, de 1874 à 1879), et est rebaptisée Société calédonienne des transports à vapeur (SCTV) avec la brick-goélette à vapeur de 381 tonneaux Ocean Queen et le Mac Gregor.
En 1890, la SCTV perd l'adjudication au profit à nouveau d'un Australien dénommé Stilling, mais celui-ci doit bientôt se retirer du fait d'une importante levée de boucliers de la population locale. Le « Tour de côte » revient alors à une société anonyme créée pour l'occasion, le Syndicat calédonien pour le développement de la navigation et du commerce français dans le Pacifique, contrôlé par la maison Jouve (qui utilise des navires affrétés à une compagnie australienne : l’Otway et le Katoomba puis le Mangana) jusqu'en 1896 et ensuite par la maison Ballande. Cette dernière modifie à nouveau en 1907 la société chargée du « Tour de côte » en s'associant à d'autres maisons de commerce locales, crée l'Union commerciale et de navigation calédonienne (UCNC) et achète un nouveau bateau (l’Emu). L'UCNC est à son tour dissoute en 1923 et remplacée par la Société du tour de côte (STC) qui multiplie son offre de transports avec trois navires (outre l’Emu, le Mawatta et le Néo-Hébridais), à quoi s'ajoute la mise en service conjointement avec la Société des îles Loyauté l’Athalaï puis le Loyauté vers Lifou, Maré et Ouvéa. Quoi qu'il en soit, si le service ne cesse de s’améliorer au cours du temps (notamment par l'augmentation de la capacité des navires et la réduction des temps de trajets), les critiques des passagers se multiplient, à quoi s'ajoute la concurrence de plus en plus fort des transports automobiles et les effets de la crise des années 1930. En 1936, le Conseil général de la colonie refuse d'augmenter la subvention de la STC et décide dans le même temps d'annuler l'adjudication du tour de côte et de ne pas la renouveler.
Par la suite, le transport maritime intérieur de passagers concerne avant tout les Îles Loyauté et l'île des Pins, par le biais d'entreprises privées. Les autorités publiques investissent directement dans le secteur par le biais de leurs sociétés de participation (PromoSud pour la Province Sud et la SODIL pour la Province des îles Loyauté) à partir de la fin des années 1990. À cette époque, l'Armement loyaltien (filiale de la SODIL) achète le Betico, ce dernier étant ensuite racheté en 2004 par la nouvelle société SudÎles (détenue pour moitié par la SODIL, et pour moitié par PromoSud) puis remplacé par le Betico 2 en 2009.

### Infrastructures portuaires
Si la plupart des communes dispose d'un accès à la mer et d'infrastructures plus ou moins importantes pour le transport maritime (mise à l'eau, ponton ou wharf), il n'existe réellement que six ports en Nouvelle-Calédonie, dont deux publics regroupés au sein du port autonome de la Nouvelle-Calédonie (ceux de Nouméa et de Wé) et quatre industriels privés (ceux de Népoui, Vavouto et Prony).

#### Port autonome de la Nouvelle-Calédonie

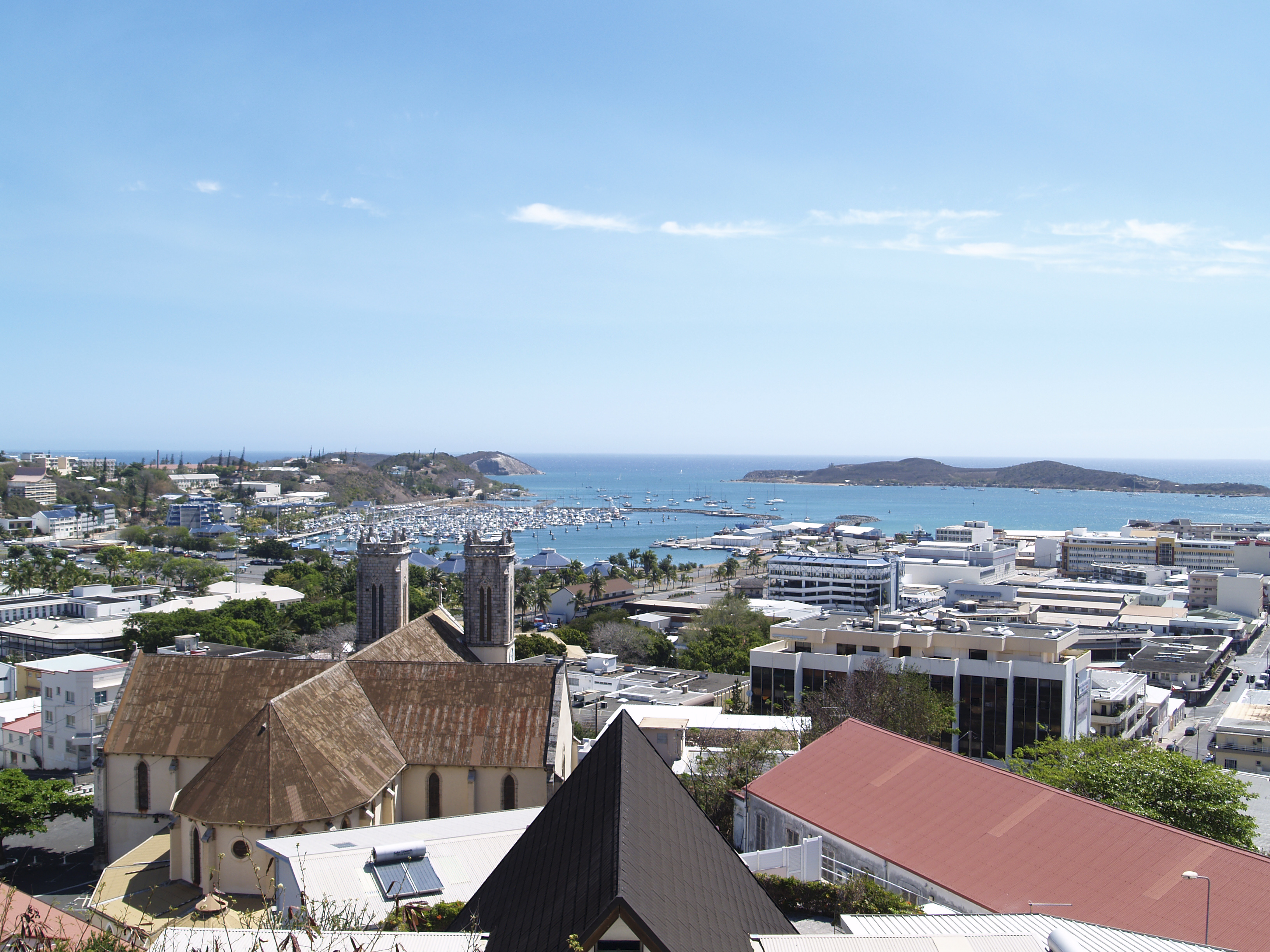
Vue au second plan de la petite rade (à dr.) et de la baie de la Moselle (à g.) à Nouméa, depuis la colline du Sémaphore.

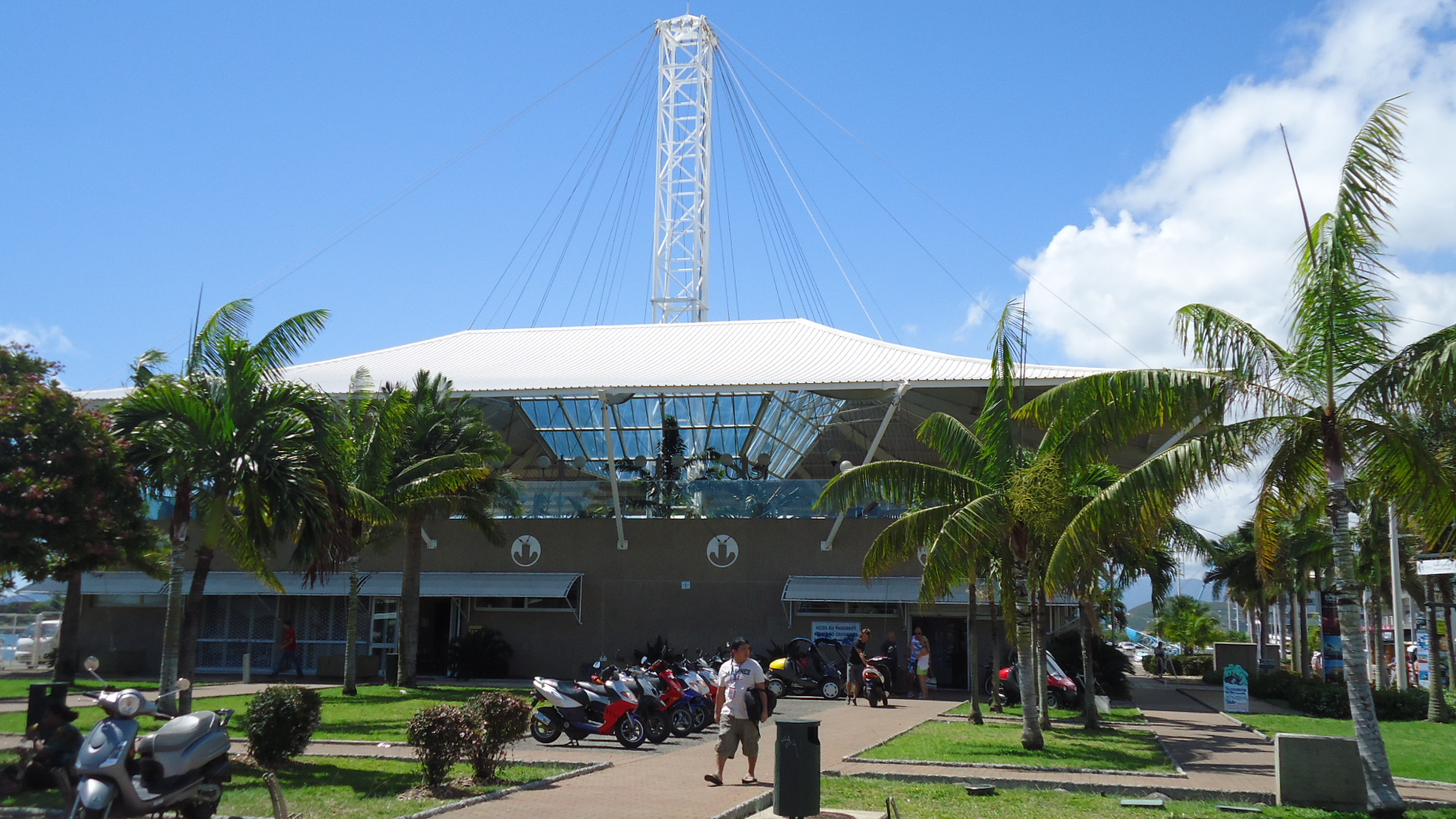
Vue au second plan de la Gare maritime de Nouméa, en 2013.

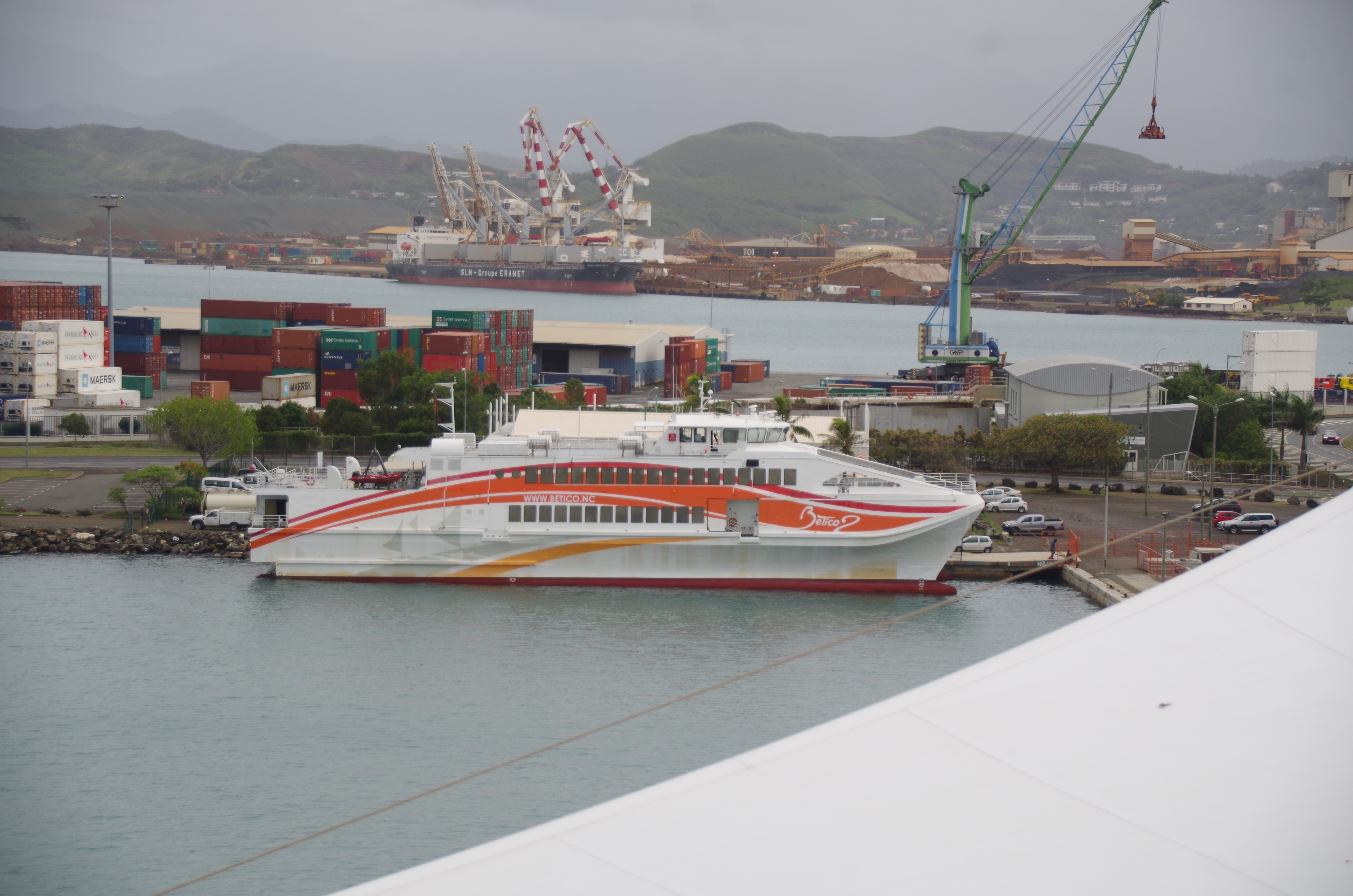
Vue sur le Betico 2 sur le quai FED (1er plan), le port autonome (2e plan) et le quai des minéraliers desservant l'usine SLN de Doniambo (arrière plan), en 2018.

Le port autonome de la Nouvelle-Calédonie est un établissement public à caractère industriel et commercial (EPIC) assurant l’administration, l’entretien et l’exploitation de deux ports en Nouvelle-Calédonie (même s'il peut intervenir dans toute infrastructure portuaire présentant un intérêt territorial).

##### Le Port de Nouméa
Le port de Nouméa est homologué depuis juillet 2005 au code de sécurité ISPS. Il se divise lui-même en deux grands sites, de part et d'autre du remblai reliant le centre-ville et Nouville :
- la grande rade, s'étendant sur 800 ha sur certains points autour de la baie du même nom, la plus grande et la plus profonde de Nouméa : il s'agit des installations industrialo-portuaires, pour le transport maritime de marchandises :
  - le quai de commerce international, plus généralement appelé « port autonome », long de 750 m pour un tirant d’eau de 10,3 m, où accostent les grands porte-conteneurs. Il est composé tout d'abord d’une zone sous douane de 45 ha, avec deux docks de 5 500 m2 chacun, un parc à produits dangereux, une minoterie de 6 silos et un centre d’entrepôt en 2 silos. La zone arrière portuaire regroupe notamment les transitaires et les transporteurs routiers.
  - les pêcheries, à l'entrée de Nouville, disposent de 180 m de quai, de 6 000 m2 d’entrepôts frigorifiques et de 90 000 m2 de terre-plein.
  - la réception et le stockage des hydrocarbures se fait dans la baie des Dames, près de Koumourou, au nord-ouest de la rade et à l'extrémité occidentale de la presqu'île de Ducos.
  - la cimenterie de Numbo, un peu plus à l'est que la baie des Dames à Ducos, dispose d'un appontement pour l’approvisionnement en clinkers.
  - s'y ajoutent, en fond de rade sur la presqu'île de Doniambo, les quais privés de la société métallurgique Eramet-SLN, où sont surtout débarquées des minerais de nickel et embarquées des mattes et ferro-nickels.
- la petite rade, qui, sur 210 ha, est surtout orientée vers le transport maritime de personnes. Ce sous-port encadre presque entièrement la petite rade et la baie de la Moselle avec :
  - le quai FED (ainsi dénommé car aménagé grâce au Fonds européen pour le développement), long de 70 m, accueille essentiellement des bâtiments (notamment militaires, mais aussi yacht privés ou navires scientifiques) de passage mais aussi des petits paquebots de croisière. Il est situé sur la côte sud du remblai menant à Nouville, derrière le musée de l'Histoire maritime.
  - le quai des Volontaires, long de 80 m, la plus ancienne (aménagée en pierre dès 1875) et la plus septentrionale partie de ce qui est appelé généralement le quai Jules-Ferry. Il est situé à l'angle nord-est de la petite rade. Disposant de la Gare maritime des îles, c'est de là notamment que partent les grands transporteurs de passagers vers les îles, le Betico 2 et l’Aremiti 4.
  - le quai des longs courriers ou Jules-Ferry à proprement parler, le long de la rue du même nom, constituant l'extrémité orientale du carré du centre-ville. Long de quelque 420 m, il s'agit surtout, derrière la gare maritime, du point d'accostage des grands paquebots de luxe pour la croisière.
  - le quai des caboteurs, long de 300 m, dans le prolongement sud-est du quai Jules-Ferry. Il dispose de 2 000 m2 de dock, de 20 000 m 2 et d'une gare maritime. C'est notamment le point d'attache des deux grands rouliers Havannah et Laura III.
  - le quai des scientifiques, long de 150 m environ au nord de la rade du port Moselle et au sud du centre-ville, où stationnent avant tout les navires océanographiques de l'IRD ou de l'Ifremer.
  - la station du pilotage, voisin du quai des scientifiques, avec un quai d'environ 80 m (essentiellement utilisé par les petits pêcheurs côtiers) et d'un ponton de 30 m pour les bateaux pilotes.
  - le port Moselle, plus important port de plaisance de Nouvelle-Calédonie, qui accueille la capitainerie.
  - deux cales de halage et un quai d'armement sont situés sur la côte orientale de Nouville.

##### Le port de Wé
Le port de Wé à Lifou comprend 60 m linéaires de quai, un tirant d’eau de 4,50 m, 12 000 m2 de terre-plein, 450 m2 de docks, 150 m2 d’abri pour passagers et un appontement avec front d’accostage pour le trafic des passagers (du Betico 2 ou du Havannah).

#### Ports industriels privés
Trois autres ports, non directement gérés par le port autonome de la Nouvelle-Calédonie et tous privés, ont été aménagés pour le transport de marchandises dans un but industriel à Népoui, à Vavouto et à Prony.

##### Port de Népoui
Népoui est un village minier d'environ 1 200 habitants situé sur le territoire de la commune de Poya, sur la côte est en Province Nord, et lié à l'exploitation par la SLN depuis 1969 du massif de Kopéto. Le port est d'ailleurs privé, appartenant à la SLN, et sert à l'embarquement du minerai de nickel et au débarquement des hydrocarbures pour la centrale électrique à gaz d'Enercal.

##### Port de Vavouto
Le port de Vavouto (sur le territoire de la commune de Voh sur la côte ouest et en Province Nord), toujours en cours de construction même si certaines fonctions sont opérées depuis 2008 dans le cadre du chantier, dessert l'usine de Koniambo (dont la mise en service est prévue pour 2012), dite « usine du Nord ». Comme cette dernière, il est géré par la Koniambo Nickel SA (KNS), détenue à 51 % par la Société minière du Sud Pacifique (SMSP, elle-même filiale de la SOFINOR, la société de financement et de participation de la Province Nord) et à 49 % par l'entreprise suisse Xstrata. Il comprend un quai principal international (VP1) de 150 m de long, 45 m de large et 12 m de tirant d'eau (mis en service en 2010) et un quai de construction (VP2) de 20 m de long pour 25 m de large et 4,5 m de profondeur.

##### Port de Prony
Le port de Prony (dans la baie du même nom à la limite entre les communes du Mont-Dore et de Yaté, à l'extrémité sud-est de la Grande Terre et en Province Sud), mis en service à partir de 2008, dessert lui aussi des installations industrielles métallurgiques d'importances : celles de l'usine du Sud. Comme cette dernière, il est géré par Vale Inco Nouvelle-Calédonie, filiale du groupe brésilien Vale. Le port est composé de deux quais principaux en forme de L :
- le quai à marchandises diverses, long de 90 m pour un tirant d'eau de 11 m, doit servir surtout au déchargement des marchandises diverses et des hydrocarbures mais aussi à l'embarquement des produits finis conditionnés en conteneurs.
- le quai à vracs solides, long de 177 m pour un tirant d’eau maximum de 12,20 m et directement relié à l'usine par un convoyeur de 3 km, est destiné à recevoir le charbon pour la centrale électrique, le soufre pour la fabrication de l’acide et le calcaire pour la neutralisation de l’effluent.

S'y ajoutent un wharf pour l’accostage des barges et du ferry (le Nyile Djeu) pour le personnel du site, une zone de bureaux dont un bureau de passage à disposition des autorités notamment phytosanitaires ou douanières, et deux terminaux : à conteneurs et de stockage des hydrocarbures.

### Le transport de passagers

#### Compagnies et navires de transports inter-îles

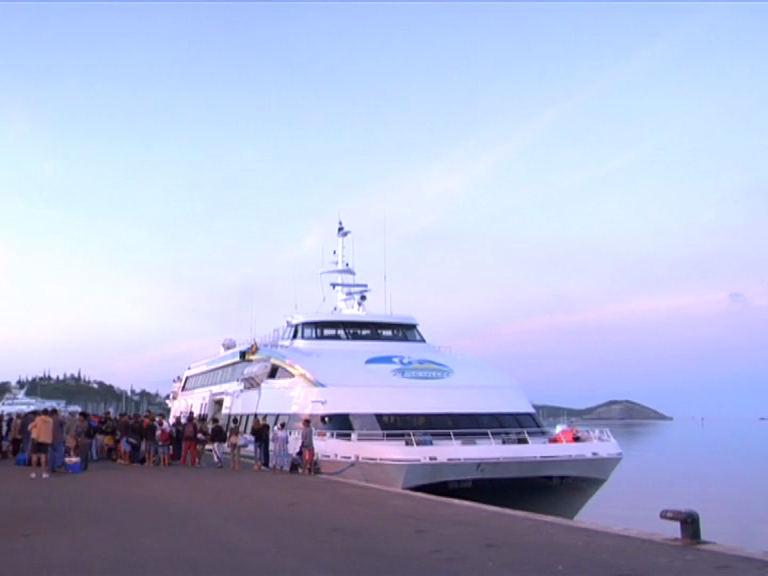
L’Aremiti 4 sur le quai Jules-Ferry du port de Nouméa.

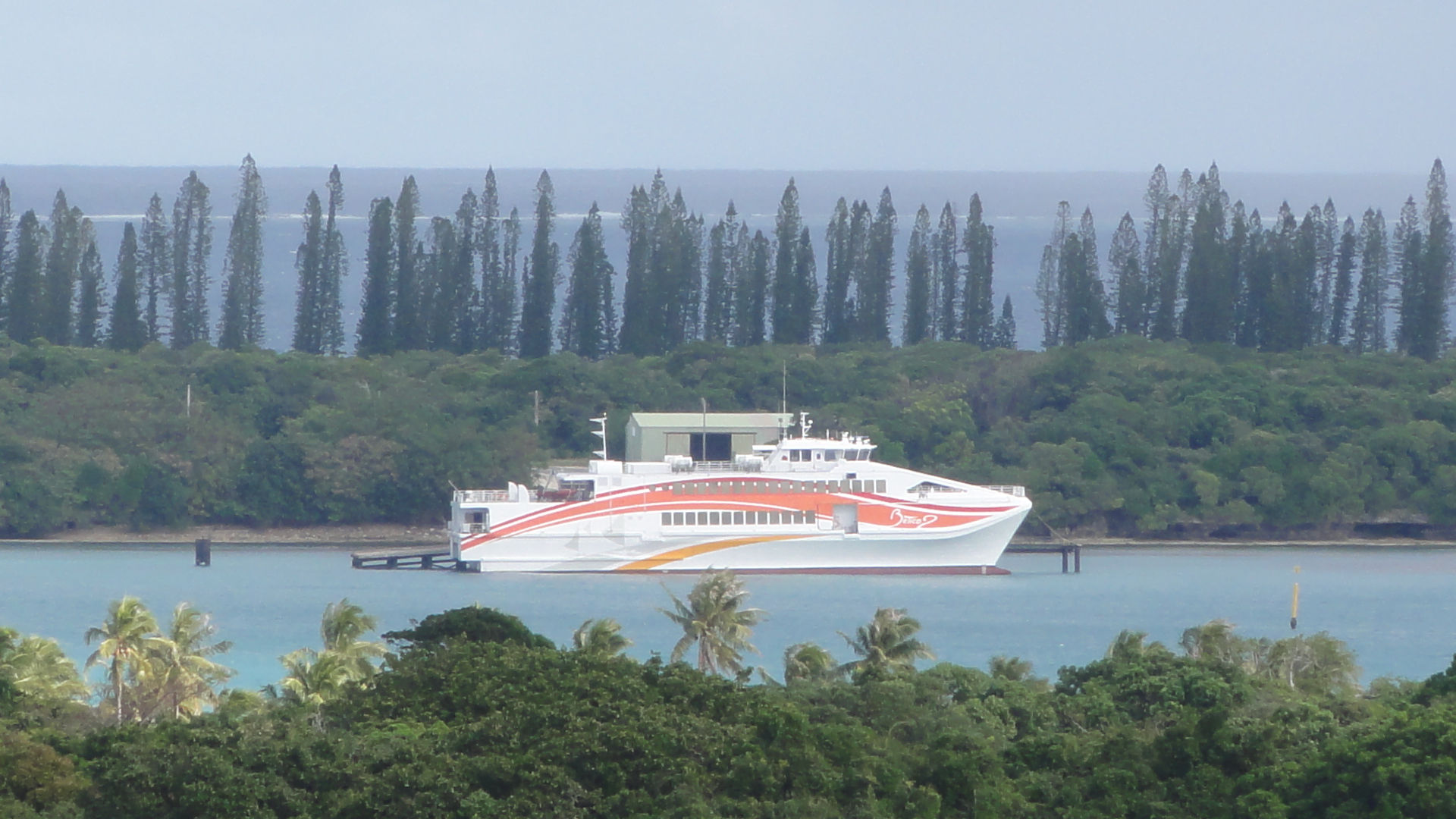
Betico 2 à l'Île des Pins.

Plusieurs armateurs et compagnies, privés ou publics, assurent les liaisons inter-îles pour le transport de passagers en Nouvelle-Calédonie.

##### Compagnies privées
- Trans Express Nord qui assure le transport maritime de passagers entre Koumac, Poum et les îles Belep, à travers deux rotations hebdomadaires effectuées par le catamaran Seabreeze (capacité de 120 passagers et de 6 tonnes de fret)[66].
- la Compagnie maritime des îles (CMI) qui assure depuis 1995 le transport de passagers et de fret (y compris véhicules), souvent de nuit ou en soirée, vers les Îles Loyauté (liaison hebdomadaire), l'île des Pins (tous les quinze jours) et le Vanuatu (une fois par mois), via le roulier Havannah (capacité de 1 000 tonnes de charge)[67].
- l'armateur Île des Pins ferry (IDPF), qui affrétait jusqu'en 2011 le catamaran Aremiti 4 (30 à 36 nœuds, 435 passagers, 20 voitures)[68], filiale du groupe de transports néo-calédoniens Arc-en-ciel[69]. L’Aremiti 4 effectuait trois rotations hebdomadaires vers l'Île des Pins et deux rotations hebdomadaires vers le site de Prony.
- Vale Inco Nouvelle-Calédonie affrète et opère seule depuis mars 2010 le catamaran Nyie Djeu pour le transport de son personnel vers le port de Prony et le site de l'usine du Sud.

##### Compagnie publique
- la compagnie SudÎles est détenue par la SODIL (Province des îles Loyauté). Elle affrète et opère depuis sa mise en service en 2009 le Betico 2, un navire à grande vitesse (31 nœuds en haute mer, 358 passagers et 15 tonnes de fret, ou 10 voitures)[70] qui effectue trois rotations hebdomadaires vers les Îles Loyauté (en 3 h 30 min pour Maré, 4 h 30 min pour Lifou et 5 h 30 min pour Ouvéa) en passant par l'île des Pins (ralliée en 2 h 30 min)[71]. Il a été conçu pour permettre d'atteindre des vitesses relativement élevées en haute mer sans rendre malades les passagers, une critique qui était régulièrement faite à son prédécesseur le Betico (surnommé localement Vomico)[72].

#### Transports touristiques

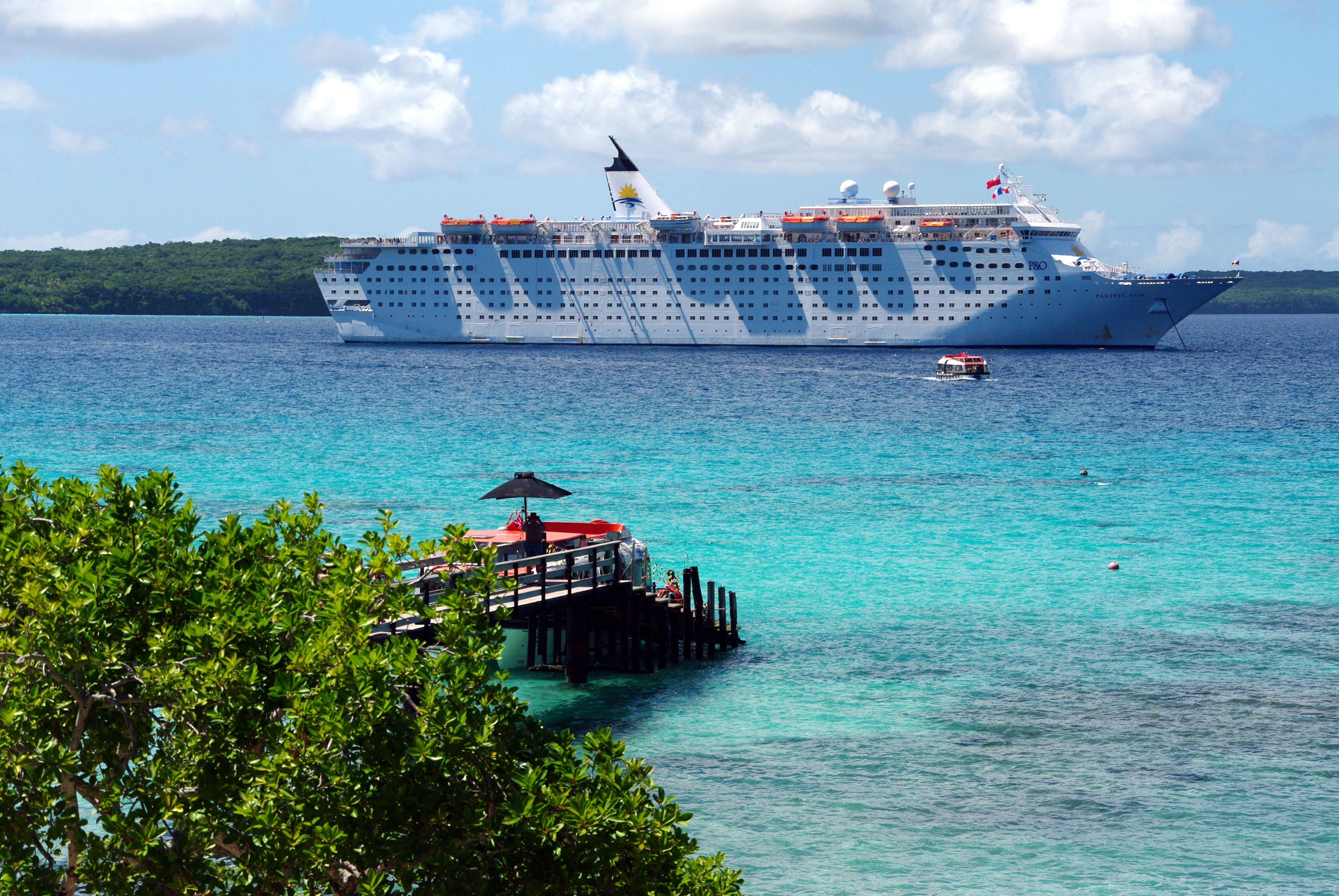
Le bateau de croisière Pacific Sun près des côtes de Lifou, septembre 2009.

Le tourisme maritime connaît un net développement depuis que la compagnie maritime australienne P & O Cruises (et donc les paquebots de croisière Pacific Sun, Pacific Dawn, Pacific Jewel et Pacific Pearl) a décidé de faire de Nouméa son principal port d'escale pour les croisières dans le Pacifique Sud, et de développer les escales supplémentaires vers les îles Loyauté. Les compagnies américaines Princess Cruises (avec le Sun Princess, le Dawn Princess et le Sea Princess), Holland America Line (les MS Amsterdam, Volendam et Zaandam), américano-norvégienne Royal Caribbean International (le Rhapsody of the Seas et le Radiance of the Seas) et celle australienne Coral Princess Cruises (l’Oceanic Discoverer) opèrent également des tours réguliers dans les eaux néo-calédoniennes. Le nombre de croisiéristes faisant escale en Nouvelle-Calédonie est en constante augmentation et désormais plus importante que celle des touristes « traditionnels » (non croisiéristes) :
| Année     | 1996   | 1997   | 1998   | 1999   | 2000   | 2001   | 2002   | 2003   | 2004   | 2005   | 2006    | 2007    | 2008    | 2009    |
| --------- | ------ | ------ | ------ | ------ | ------ | ------ | ------ | ------ | ------ | ------ | ------- | ------- | ------- | ------- |
| Passagers | 45 665 | 31 700 | 21 351 | 48 701 | 48 579 | 50 671 | 54 925 | 64 273 | 77 115 | 81 215 | 118 898 | 124 467 | 152 250 | 131 231 |
| Paquebots | 65     | 40     | 23     | 60     | 59     | 39     | 44     | 57     | 64     | 60     | 87      | 83      | 89      | 79      |

Les croisiéristes sont essentiellement australiens (78,43 % en 2008), puis néo-zélandais (7,59 %), et en quasi-totalité anglo-saxons (s'ajoutent ainsi en 2008 2,87 % de Britanniques et 1,93 % d'Américains).
Ce tourisme particulier implique des durées de séjour particulièrement courtes (pas plus de deux jours par escale), des sites visités localisés (les escales des grands paquebot étant actuellement Nouméa, Hienghène, Poum, Ouvéa, Lifou, l'île des Pins et l'îlot Casy) et aucune rentrée d'argent pour l'industrie hôtelière (les visiteurs étant logés sur leur navire de croisière). Il permet néanmoins de faire vivre de nombreuses activités telles que les commerces de souvenir et d'artisanat, les musées, centres culturels, monuments et autres infrastructures de loisirs (tel que l'aquarium des lagons ou le parc zoologique et forestier de Nouméa) ou encore les tours organisés (comme celui des « Petits trains touristiques » de Nouméa). La haute saison d'accueil des bateaux de croisière s'étale durant toute la saison chaude, d'octobre à février, avec plus de 10 paquebots par mois en 2008 (jusqu'à 15 en décembre).
À l'intérieur même du lagon néo-calédonien, plusieurs sociétés ou compagnies assurent des liaisons de type touristique entre Nouméa et les îlots environnants, avec trois destinations principales :
- l'îlot Canard ou île aux Canards à l'entrée de l'Anse Vata, au sud de Nouméa, accessible par les « taxis-boats » de la compagnie Plages loisirs, petites navettes maritimes partant de la plage de l'anse, ainsi que par voile[76].
- l'îlot Maître, à 4 milles marins (environ 7,5 km) au sud-sud-ouest du port Moselle et à 2,5 milles marins (environ 4,5 km) de l'Anse Vata, dans l'alignement de l'îlot Canard, il est doté d'un hôtel (L'Escapade Island Resort, il est ainsi le seul îlot nouméen à en posséder un). Il est accessible par les taxis-boats de Plages loisirs depuis la plage de l'Anse Vata, par la navette de l'hôtel Escapade depuis le port Moselle ou par navires de particuliers[77],[78].
- l'îlot Amédée, haut lieu touristique en raison de son phare du XIXe siècle mais aussi en tant que site prisé pour la plongée sous-marine, à un peu moins de 13 milles marins (environ 24 km) au sud-sud-est du port Moselle et à 10,5 milles au sud de l'Anse Vata. Il est avant tout desservi par les navires de la société Mary D Entreprises (créée en 1980 pour organiser des excursions à la journée sur l'îlot), au départ du port Moselle : le Mary D Dolphin (184 passagers, vitesse de croisière de 20 nœuds) et le Mary D Princess (132 passagers et vitesse maximale de 20 nœuds)[79],[80]. Le club de plongée basé sur l'îlot, l'Amédée Diving Club, dispose pour sa part de deux bateaux, dont un catamaran d'une capacité de 20 personnes stationné également à port Moselle[81]. Les particuliers disposant d'un navire peuvent également accéder à l'île.

### Le transport de marchandises
La mer est le premier mode de transport de marchandises, qu'il soit intérieur ou internationale, de la Nouvelle-Calédonie. La plaque tournante reste largement Nouméa, porte d'entrée des marchandises importées, principal port d'exportation (mais pas le seul) et point central des routes maritimes domestiques. En 2009, le fret maritime du port de Nouméa représentait 4,615 millions de tonnes.

#### Transport intérieur
2,996 millions de tonnes de marchandises transitaient en 2009 par Nouméa au titre du transport maritime intérieur. La quasi-totalité (3,361 millions en 2000, 3,013 millions en 2008 et 2,906 millions en 2009) consistait en des produits débarqués provenant de la « Brousse ».
Il s'agit essentiellement de minerai de nickel, soit 2,888 millions de tonnes en 2009, transporté par minéralier depuis les principaux centres de chargement des sites miniers (Koumac, Kouaoua, Canala, entre autres) jusqu'aux quais de l'usine SLN de Doniambo à Nouméa afin d'y être transformé (ferro-nickels et mattes). Le sable a constitué jusqu'en 2008 une autre ressource de l'intérieur acheminée vers Nouméa, avec une baisse sensible au cours des années 2000 (94 000 t débarquées en 2000, 55 000 en 2005, 18 000 en 2008, mais aucun transit à Nouméa en 2009).
Les 18 000 t débarquées restantes consistent en des marchandises diverses, telles que véhicules, courrier et colis postaux, produits alimentaires ou bois par exemple, transportées sur cargos essentiellement depuis les îles Loyauté, l'île des Pins ou les îles Belep. Dans l'autre sens, seules 90 000 tonnes de marchandises été embarquées à Nouméa en 2009 à destination de la « Brousse » (82 000 en 2000 et 87 000 en 2008). Surtout destinées aux autres îles habitées que la Grande Terre (Îles Loyauté, île des Pins, îles Belep et île Ouen), elles sont constituées de produits de consommation (alimentaires transformés à Nouméa ou importés notamment) ou autres marchandises diverses transportées par cargos, à hauteur de 80 000 tonnes, et de 10 000 t d'hydrocarbures par pétroliers.
Les principales compagnies opérant des navires de transport de fret inter-îles sont : la SARL Tramanord et sa barge Béléma Nénéma (capacité maximale de 30 t) entre Poum et les îles Belep, la CMI et son roulier mixte Havannah (capacité de 1 000 tonnes de charge) vers les Îles Loyauté (dont il a notamment le quasi-monopole de l'approvisionnement en carburant), l'île des Pins et le Vanuatu, et la Société de transport de l'intérieur et des îles (STIles) et son roulier Laura III (avec un port en lourd de 2 300 t) également vers les Îles Loyauté.

#### Transport international
1,619 million de tonnes de marchandises destinées au trafic maritime extérieur étaient embarquées ou débarquées au port de Nouméa en 2009, soit 29,9 % des 5,421 millions de tonnes provenant ou à destination des ports néo-calédoniens cette année-là.

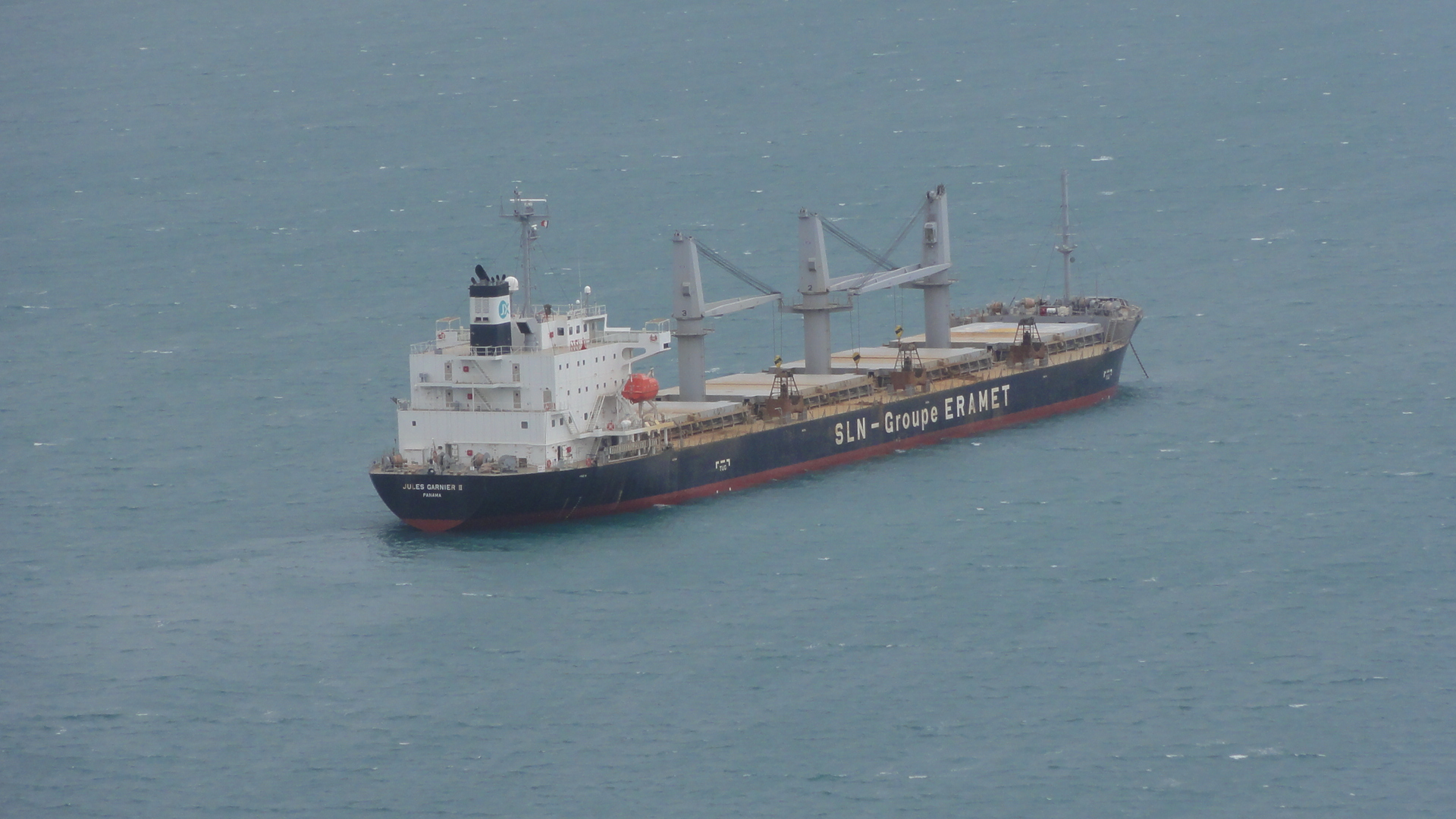
Un minéralier de la SLN, à l'approche de Nouméa.

Le chef-lieu reste avant tout un port d'importation, avec en 2009 1,399 million de tonnes débarquées (82,98 % des produits importés en Nouvelle-Calédonie par la mer, dont 621 000 t aux quais de la SLN à Doniambo, dont surtout des minéraux solides, des produits chimiques et des hydrocarbures, 513 000 t aux quais du port autonome de la grande rade, 183000 t, avant tout des hydrocarbures, à la baie des dames et 82 000 t à Numbo). Les seuls autres ports de débarquement en dehors de Nouméa sont Népoui et, depuis 2008, les installations industrialo-portuaires desservant les deux nouvelles usines métallurgiques : le port de Prony pour l'usine du Sud et Vavouto pour celle de Koniambo. Ces trois ports ont débarqué à eux trois en 2009 pour 288 000 t de marchandises. Les produits ainsi importés sont surtout des produits pétroliers (près de 650 000 t), de matériaux de construction (presque 200 000 t), de minéraux solides (environ 180 000 t), de produits alimentaires (quelque 175 000 tonnes), de produits manufacturés (environ 150 000 t, dont quelque 30 000 t de véhicules), des produits chimiques (près de 25 000 t), métallurgiques (environ 20 000 t) ou végétaux et animaux (quelque 10 000 t).
En revanche, sur les 3,735 millions de tonnes de marchandises embarquées en Nouvelle-Calédonie en 2009, l'essentiel (3,515 millions de tonnes, soit 94 % du total) est constitué de minerai brut non transformé (et en tout premier lieu du nickel, mais aussi du chrome ou du cobalt par exemple) partant directement des centres de chargement de la « Brousse ». Le reste des exportations partent de Nouméa et est constitué entre autres de produits métallurgiques (environ 150 000 t, des ferro-nickels et mattes sortis de l'usine SLN de Doniambo) ou de produits alimentaires (moins de 50 000 t, comme la crevette de plus en plus demandée dans les grands restaurants d'Europe ou du Japon).

## Transports aériens
Le développement des transports aériens a permis dans la seconde moitié du XXe siècle de désenclaver la Nouvelle-Calédonie et de réduire les temps de trajet pour y accéder. Sur un plan domestique en revanche, il s'agit encore d'un mode de transport qui peine à se développer face aux concurrences de la route ou des liaisons maritimes inter-îles.

### Historique

#### Les premiers pas de l'aviation civile

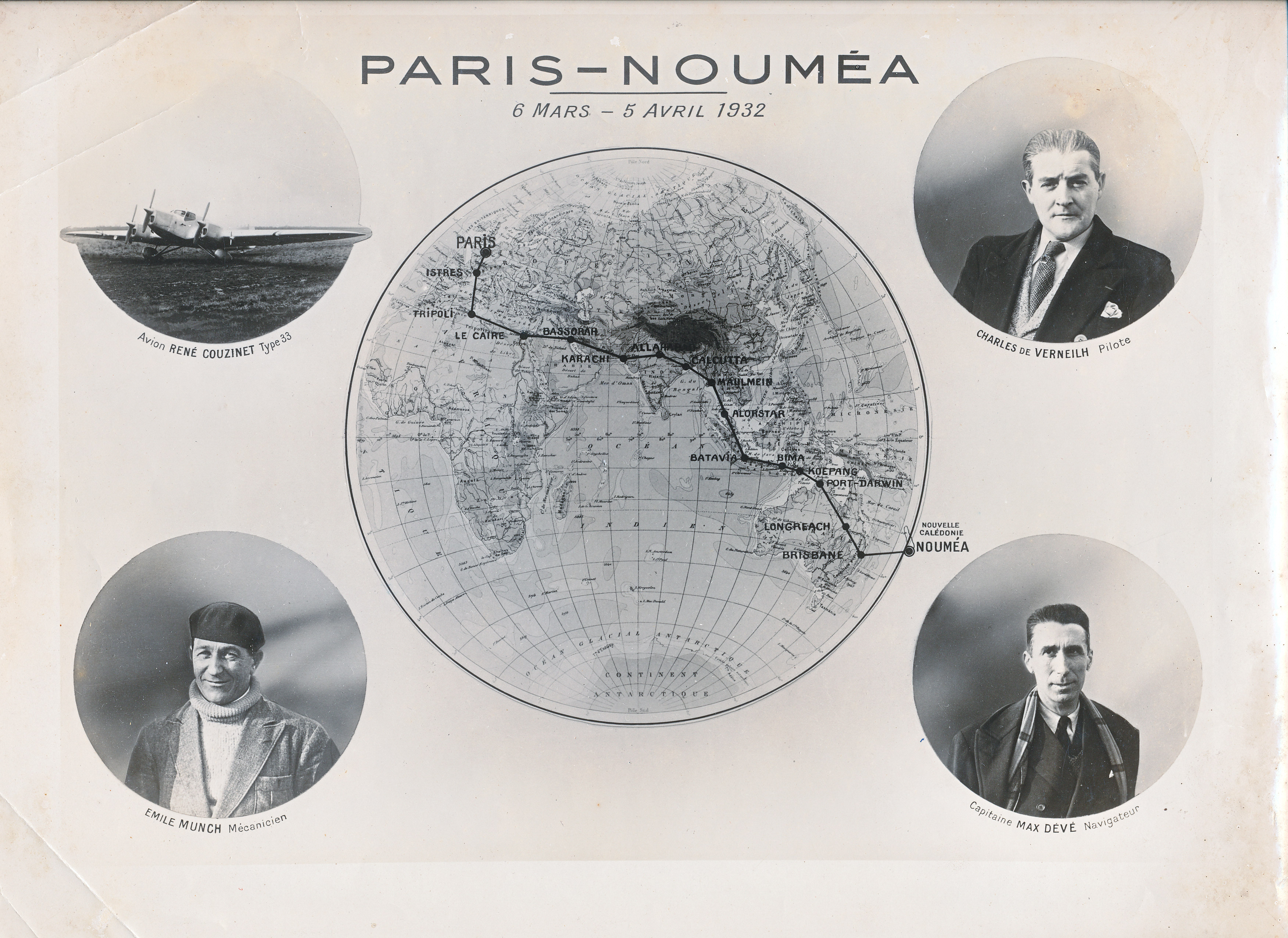
Photomontage sur le raid Paris-Nouméa de 1932.

La première liaison aérienne avec l'extérieur, qui est également le premier voyage de type aéropostal, a lieu le 21 novembre 1931 entre Ouaco (sur le territoire de l'actuelle commune de Kaala-Gomen, sur la côte ouest et au nord de la Grande Terre) et Rockhampton dans le Queensland. Elle est assurée par l'aviateur australien Victor Roffey à bord du Golden Eagle (ils avaient déjà opéré ensemble le premier vol effectué en Nouvelle-Calédonie, au départ et à l'arrivée de la plage de Magenta à Nouméa le 20 mars 1931), un biplan De Havilland DH.82 Tiger Moth, en 11 h 20 à une vitesse moyenne de 135 km. Il avait emporté 137 lettres, un litre de café néo-calédonien et deux bouteilles de champagne.
C'est en 1932 que la Nouvelle-Calédonie a été ralliée pour la première fois par les airs depuis la Métropole. En effet, le trimoteur quadriplace Couzinet 33 Biarritz, destiné au transport de courrier, part de l'aéroport du Bourget le 9 mars 1932 avec à son bord les aviateurs Charles de Verneilh-Puyrazeau et Max Dévé et le mécanicien Émile Munch. Il atterrit près de la rivière La Tontouta, site qui bénéficie d'une très large plaine qui s'étend de la mer aux montagnes de la Chaîne centrale, le 5 avril suivant, après avoir fait 20 escales (Istres, Tripoli, Le Caire, Bassorah, Gwadar, Karachi, Allâhâbâd, Calcutta, Akyab, Moulmein, Alor Setar, Batavia, Bima, Kupang, Darwin, Newcastle Waters, Brunette Downs, Camooweal, Longreach et Brisbane). Une sculpture à l'entrée de l'aéroport international de Nouméa La Tontouta, implanté non loin du lieu de l'atterrissage, rend d'ailleurs hommage à cet exploit.
À la suite des réalisations de ces pionniers, un « Aéro-club calédonien » est créé en 1934 par Henri Martinet (pharmacien installé depuis le début de cette année en Nouvelle-Calédonie), Jules Calimbre (entrepreneur et commerçant de Nouméa), Auguste Mercier (commerçant nouméen), Lucien Beaumont (propriétaire et exploitant agricole de Moindou) et Gaston Constans. Cette association acquiert, grâce à une conscription publique, en janvier 1936 un Potez 60 biplace, baptisé Le Cagou et qui est ainsi le premier appareil volant néo-calédonien. Un aérodrome, nommé « Charles-de-Verneilh », est aménagé par les membres du club à Dumbéa. Le Cagou est perdu néanmoins en mer en juin 1936 lors d'un vol de reconnaissance effectué par Beaumont et Martinet pour aller repérer des sampans qui auraient été aperçus dans les environs de Hienghène (les deux pilotes sortent néanmoins indemne de l'accident). Un nouvel appareil est acheté grâce à une subvention du conseil général, un Caudron C.510 Pélican quadriplace utilisable en sanitaire qui est complètement détruit dès son premier vol. Par la suite, Henri Martinet, qui passe son brevet de pilote à Paris au début de l'année 1937, acquiert personnellement un Caudron C.600 Aiglon, qu'il baptise d'ailleurs simplement L’Aiglon. Il met l'avion à disposition de l’Aéro-Club et commence à le modifier en vue d'un futur voyage Nouméa-Paris. En 1937, Martinet et Constans réalisent avec L’Aiglon la première ronde aérienne jusqu'aux Îles Loyauté, avec des arrêts à Maré et à Lifou, ainsi que, sur la Grande Terre, un voyage jusqu'à Pouébo où le colon Maurice Janisel a fait aménager une piste.

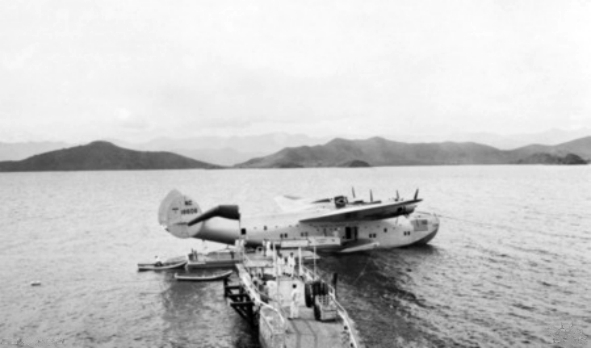
L'hydravion Boeing 314 de la PanAm à Nouméa le 19 avril 1941, avec à son bord le gouverneur de la France libre Henri Sautot.

Mais surtout, le 23 mars 1939, Henri Martinet décolle avec L’Aiglon de Nouméa (seul en raison de la surcharge d'essence et des 6 kg de courriers qu'il emporte) pour Sydney et de là continuer vers Paris. À Sydney, il embarque le colon de Santo Paul Kleim qui doit finir le voyage avec lui. Il remet le courrier néo-calédonien à la poste australienne à Bundaberg dans le Queensland, d'où il finit d'être acheminé vers la Métropole en 14 jours, ce qui en fait la première livraison de courrier de Nouvelle-Calédonie en France entièrement réalisée par les airs. Martinet et Kleim arrivent au Bourget le 20 mai 1939 après avoir réalisé 52 escales (notamment Brisbane, Bundaberg, Darwin, Timor, Bali, Java, Sumatra, Singapour, la Birmanie, les Indes, l'Iran, l'Irak, la Syrie, Chypre, Rhodes, la Grèce et l'Italie). Il s'agit à l'époque du plus long voyage en ligne droite effectué par un équipage amateur français.
En juillet 1940, la première ligne aéropostale régulière desservant Nouméa est mise en place par la Pan American World Airways (Pan Am), avec un hydravion Boeing 314. Il s'agit alors d'une escale sur la ligne San Francisco-Auckland, qui passe également par Los Angeles, Honolulu et Canton des Kiribati. En novembre 1941, peu de temps avant l'entrée des États-Unis en guerre, la Pan Am commence à desservir Suva avant Nouméa en même temps qu'elle met en place son service de transport de passagers. Il est interrompu après l'attaque de Pearl Harbor du 7 décembre 1941,.

#### Les infrastructures américaines

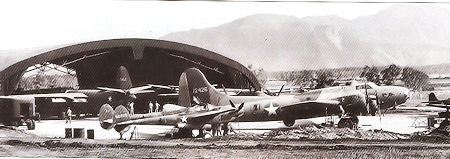
Avions militaires américains à l'aérodrome de La Tontouta en août 1942.

L'utilisation de la Nouvelle-Calédonie comme une base aérienne importante de l'armée américaine dans la campagne du Pacifique à partir de 1942 aboutit à un développement des infrastructures aéroportuaires. Deux aérodromes de la côte ouest de la Grande Terre qui avaient commencé à être aménagés depuis l'année précédente par les FAFL sont agrandis et améliorés par les Américains : à la plaine des Gaïacs (entre Poya et Pouembout) et La Tontouta (près de Païta). Le premier reste principalement utilisé jusqu'en 1943, avec deux pistes (une de 2 300 m par 50 m, et une autre de 1 800 m par 65 m), d'abord revêtues de chrome de fer compacté et de grille de fer aux extrémités puis goudronnées en 1943. L'aérodrome était capable d'accueillir 40 bombardiers et 75 chasseurs. Il est totalement abandonné après la fin de la Seconde Guerre mondiale.
La Tontouta pour sa part, d'une capacité au départ à peu près équivalente à celui de la plaine des Gaïacs, supplante ce dernier et devient le principal centre des opérations en Nouvelle-Calédonie à partir d'octobre 1943 car mieux équipé et plus proche de Nouméa. Il est toutefois à son tour concurrencé par les installations d'Espiritu Santo. L'aérodrome possède aussi deux pistes, l’une de 1 850 m et l’autre, perpendiculaire, de 1 450 m, recouvertes de tôle ondulée. D'autres équipements sont créés par les Américains : l'aérodrome de Magenta et l'hydrobase du port à Nouméa, l'aérodrome de Oua Tom à La Foa et celui de Koumac.

#### L'ère des hydravions
Après la fin de la Seconde Guerre mondiale en 1945, les lignes commerciales aériennes avec la Nouvelle-Calédonie reprennent très vite en profitant des infrastructures laissées par les Américains, avec dans un premier temps l'essor du transport par hydravions jusqu'au début des années 1950.
La Pan Am relance dès 1945 une ligne Honolulu-Sydney passant par Canton des Kiribati, Suva et Nouméa. Elle l'interrompt en 1951. Qantas pour sa part dessert Nouméa depuis Sydney (elle passe également par Brisbane et Fidji), d'abord par un Short Empire baptisé Coriolanus jusqu'à décembre 1947 puis par des Sandringham et Catalinas, de novembre 1945 jusqu'en 1954,. Ensuite, la ligne Sydney-Nouméa de Qantas abandonne les hydravions et les avions australiens atterrissent à partir de là à La Tontouta avec des Douglas DC-4.
En 1946, une société française des transports aériens du Pacifique-Sud (TRAPAS) est créée : elle assure des liaisons avec Port-Vila et Espiritu Santo, et avec Papeete via Wallis, Fidji, les îles Samoa et Cook. Elle utilise des hydravions Catalina et Grumman Widgeon et existe jusqu'en 1950, date à laquelle un cyclone détruit pratiquement toute sa flotte dans la rade de Nouméa,.

#### L'essor des liaisons commerciales
Après 1954, l'hydrobase de Nouméa n'est plus la principale porte de la Nouvelle-Calédonie sur les liaisons aériennes internationales. Elle laisse cette place, et jusqu'à nos jours, à l'aéroport international de Nouméa La Tontouta. Celui-ci est utilisé à partir de 1949 pour la ligne Paris-Nouméa d'Air France. Le premier Douglas DC-4 assurant le service décolle de l'aéroport d'Orly le 28 septembre 1949 avec 38 passagers et arrive six jours plus tard à La Tontouta, après avoir réalisé 9 escales : à Tunis, Le Caire, Bassorah, Karachi, Calcutta, Saïgon, Jakarta, Darwin et Brisbane. En 1953, le DC-4 est remplacé par un Lockheed Constellation. À partir de 1956, Air France abandonne l'exploitation de la desserte de la Nouvelle-Calédonie depuis Paris à la compagnie des Transports Aériens Intercontinentaux (TAI). Elle-même devient en 1962 l'Union de transports aériens (UTA), qui est rachetée en 1990 par Air France qui redevient la compagnie française assurant cette liaison. La ligne est étendue en 1958 à Tahiti par le biais de l'aéroport de Bora Bora (remplacé à partir de 1961 par l'actuel aéroport international Tahiti Faa'a) et de là jusqu'à Los Angeles à partir de 1961, où elle se raccorde avec le Paris-Los Angeles d'Air France : c'est le début de la « ligne tour du monde » française.
La ligne Paris-Nouméa est effectuée par un Douglas DC-6 en 50 heures de 1956 à 1960, remplacé ensuite par le Douglas DC-8 (premier avion à réaction à atterrir à La Tontouta, d'une capacité de 130 passagers et un temps de vol de 27 heures seulement) de 1960 à 1972, puis les DC-10 (273 passagers et 4 vols par semaine) et enfin le Jumbo Jet (Boeing 747-200 puis 747-400) à partir de 1983. La réduction des temps de vol et l'augmentation des capacités font que, malgré le coût qui reste relativement élevé, le transport aérien international dépasse celui par bateau dans les années 1950 : en 1959, les compagnies aériennes ont transporté 11 419 contre 4 970 pour les compagnies maritimes.

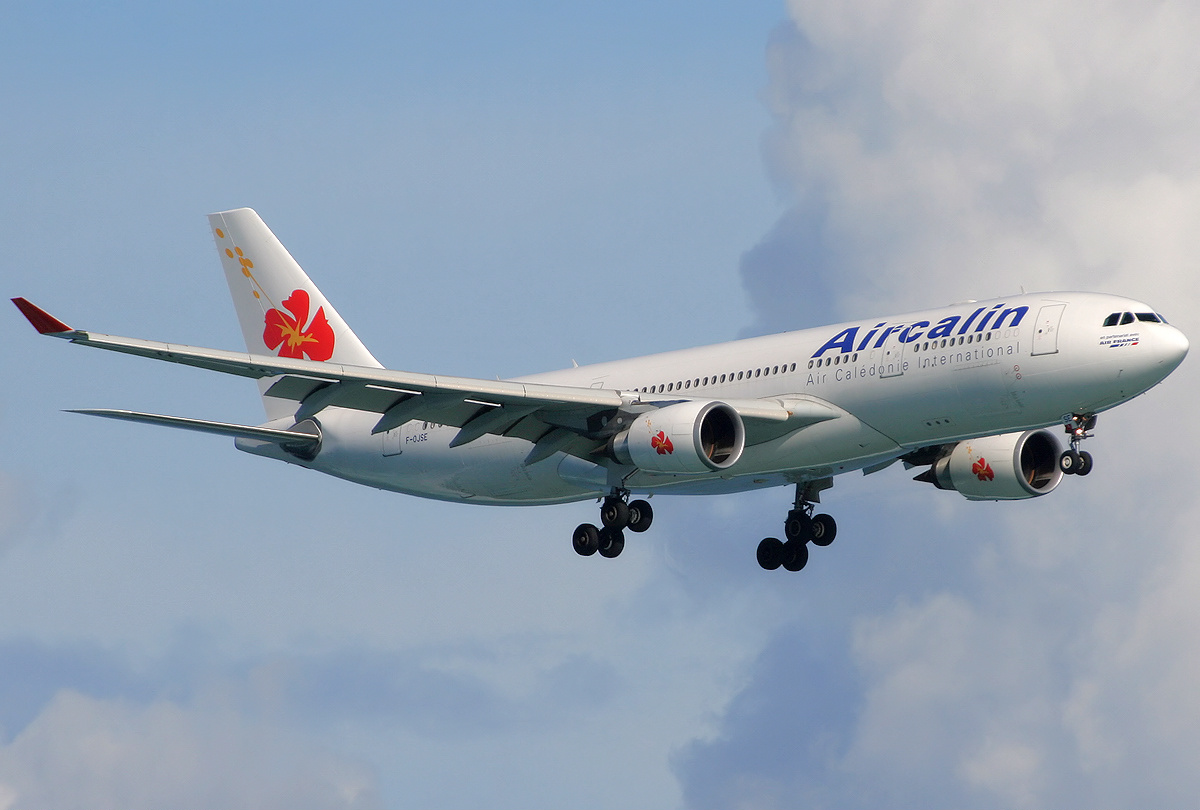
L'airbus A330-200 F-OJSE d'Aircalin en vol.

À cet axe principal s'ajoutent plusieurs autres lignes. Qantas reste pour les liaisons avec l'Australie. À partir du 17 mars 1964, la compagnie Tasman Empire Airways Limited (TEAL, rebaptisée en 1965 Air New Zealand) obtient une liaison hebdomadaire avec Nouméa depuis Auckland (assurée dans les premiers temps avec un Lockheed Electra). TAI puis UTA assurent également des vols courts ou moyens courriers dans la région Pacifique : vers Auckland, Port-Vila, Suva et Wallis.
Des compagnies locales vont également voir le jour à partir des années 1950. Le 9 décembre 1954, Henri Martinet, Herbert Coursin et Louis Eschembrenner, aidés par les entrepreneurs Tom Johnston et Walter Hickson, fondent la Transpac pour assurer des vols commerciaux domestiques vers Maré, Lifou, Ouvéa, Koumac, Koné, Houaïlou, Poindimié et l’île des Pins depuis l'aéroport de Magenta. La première rotation a lieu le 28 septembre 1955 avec un De Havilland DH89 « Dragon Rapide » assurant le Nouméa-Maré-Lifou-Nouméa. En 1968, elle est rebaptisée « Société calédonienne de transports
aériens », ou plus simplement Air Calédonie. En 1969, le Territoire entre dans le capital de la compagnie qui était jusque-là entièrement privée, les trois Provinces reprenant le reste des actions en 1993.
En 1983, Air Calédonie International ou Aircalin est créée comme l'extension à l'international d'Air Calédonie : son premier vol commercial est assuré en coopération avec Qantas avec un Boeing 747 de cette compagnie entre Nouméa et Melbourne. La même année, elle loue un Boeing 737-200 à Air Nauru pour mettre en place des liaisons régulières dans la région du Pacifique Sud (Brisbane, Nadi, Port-Vila et Wallis). De plus Aircalin loue à partir de 1984 à Corsair une Caravelle 10B3, qu'elle finit par acheter en 1985 puis par remplacer en 1988 par un Boeing 737-300, ce qui lui permet d'ouvrir ses lignes vers Sydney en 1985, Auckland en 1987 et Tahiti via Nadi en 1988. S'y ajoutent un petit DHC 6-300 Twin Otter acquis en 1987 pour assurer la liaison entre Wallis et Futuna en 1987, et un A310 pour la nouvelle ligne vers Ōsaka en 2000. En 2003, un accord est passé avec Air France : celle-ci retire de fait ses appareils, les lignes qu'elle opérait depuis Nouméa (vers Tōkyō et Papeete, les vols entre Paris et Tōkyō ou Los Angeles puis Papeete restant assurés par Air France directement) et son personnel néo-calédonien sont repris par Aircalin en partage de code avec la compagnie nationale. Pour faire face à ces nouveaux services, Aircalin commande en 2001 et 2002 deux A330-200 (livrés en 2003) pour remplacer l'A310 sur les lignes vers le Japon, et en 2003 un A320-200 (livré en 2004) pour les liaisons régionales en lieu et place de l'ancien Boeing 737-300. De plus, une ligne vers Séoul est ouverte en 2008, tandis que l'année suivante la compagnie réunionnaise Air Austral ouvre une liaison Paris-Nouméa via l'aéroport de La Réunion Roland-Garros et Sydney. Tous les autres vols à destination ou au départ de Nouméa (par Qantas, Air New Zealand ou Air Vanuatu) se font en partage de code avec Aircalin.

### Transports internationaux

#### Un aéroport international modeste mais en développement
La plate-forme de correspondance de Nouvelle-Calédonie reste l'aéroport international de Nouméa - La Tontouta, classé depuis 1969 en catégorie A de l'OACI. Seul aérodrome d'État de l'archipel, il est géré par la Chambre de commerce et d'industrie de Nouvelle-Calédonie depuis 1968 (sa concession est renouvelée pour une période de 15 ans en 2003). C'est un aéroport mixte, puisqu'il reste le siège de la seule base aéronavale gérée par les FANC de l'armée de l'air (167 personnes, disposant de 5 hélicoptères dont un Fennec et 4 Puma et de trois avions de transport tactique et logistique Casa CN-235). L'aérogare civile est depuis 2008, et jusqu'en 2012, en cours d'agrandissement, avec un objectif de doublement de la surface pour atteindre 21 700 m2, et l'objectif d'accueillir et de traiter quatre appareils en même temps.
En termes de trafic, La Tontouta reste encore très loin des performances des autres grands hubs du Pacifique sud, avec presque trois fois moins de passagers accueillis que l'aéroport international Tahiti Faa'a ou que celui de Nadi. Le coût particulièrement élevé de la destination (entre 1 000 et plus de 2 000 € pour un billet aller-retour en classe économique d'un Paris-Nouméa) et le temps de parcours depuis l'Europe relativement long (plus de 24 heures) sont des facteurs pouvant rebuter certains voyageurs, notamment des touristes. Toutefois, contrairement à Faa'a et Nadi, il n'accueille que des vols internationaux et aucune liaison domestique, et connaît depuis le début des années 2000 une légère croissance de sa fréquentation :
| Année                  | 2000    | 2001    | 2002    | 2003    | 2004    | 2005    | 2006    | 2007    | 2008    | 2009    |
| ---------------------- | ------- | ------- | ------- | ------- | ------- | ------- | ------- | ------- | ------- | ------- |
| Passagers              | 359 839 | 348 025 | 359 293 | 371 247 | 388 308 | 409 096 | 415 813 | 445 305 | 457 387 | 462 698 |
| Fret (t)               | 5 244   | 5 061   | 5 094   | 5 197   | 5 200   | 5 566   | 5 451   | 5 606   | 6 220   | 5 809   |
| Mouvements commerciaux | 3 111   | 3 118   | 3 349   | 3 128   | 3 330   | 3 254   | 3 290   | 3 440   | 3 661   | 3 730   |

Aircalin est de loin la compagnie aérienne la plus utilisée depuis qu'elle a repris, en partage de code, les lignes d'Air France : selon la direction de l'aviation civile, elle a transporté 335 313 passagers (73 % de l'ensemble des personnes transportées par les compagnies desservant La Tontouta) en 2009. Viennent ensuite Qantas avec 60 659 personnes, Air Austral et ses 27 311 passagers pour sa première année de service en Nouvelle-Calédonie, Air New Zealand avec 21 621 personnes et Air Vanuatu avec 6 662 passagers.

#### Principaux points de départ ou destinations[106]

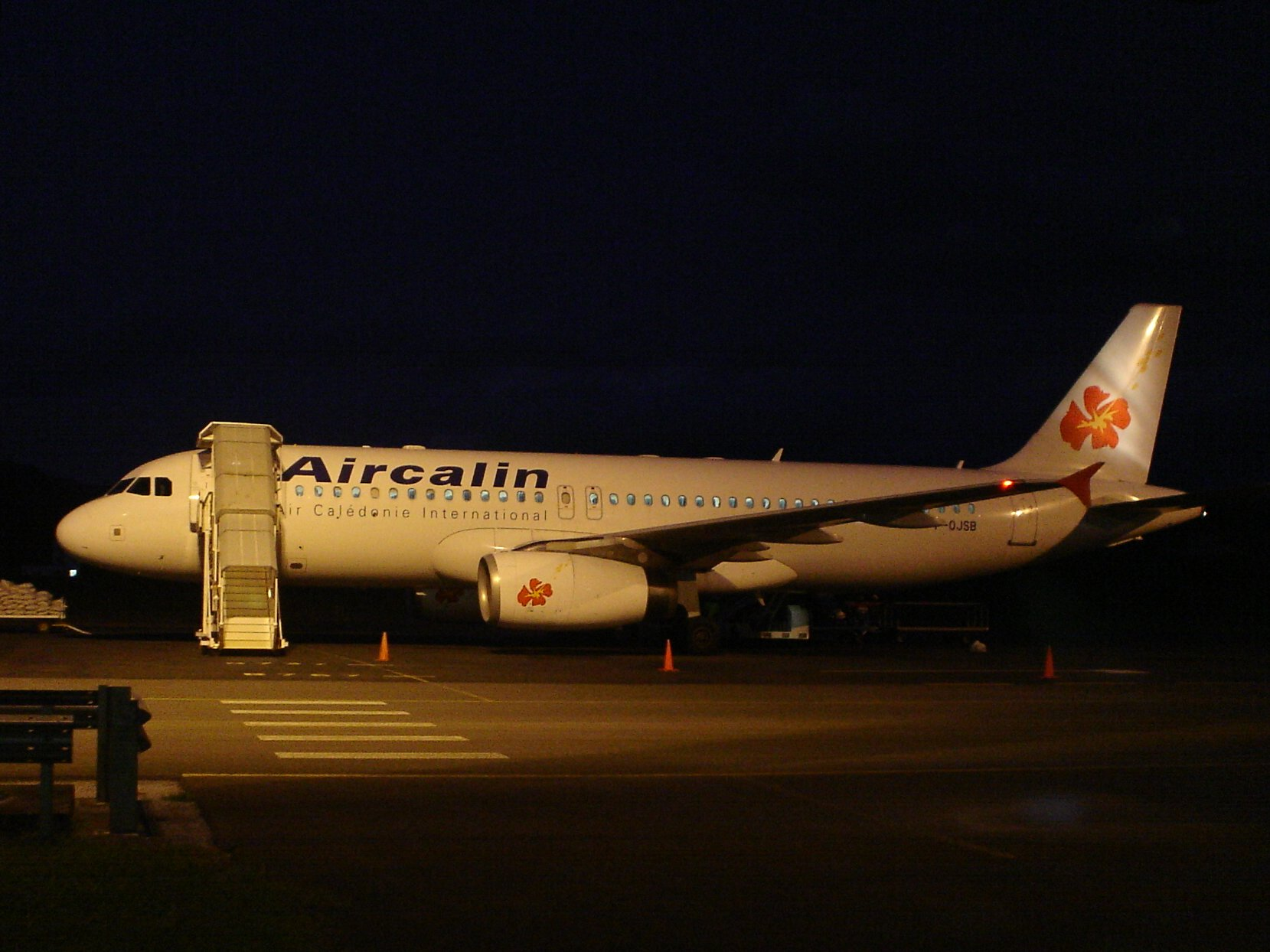
A320-232 F-OJSB d'Aircalin à Port-Vila.

L'aéroport Paris-Charles-de-Gaulle reste l'un des principaux ports d'embarquements initiaux des personnes atterrissant en Nouvelle-Calédonie, et inversement de destination finale des passagers embarquant à La Tontouta. Il s'agit non seulement de touristes (la France métropolitaine ayant fourni en 2009 27 335 des 99 379 touristes débarqués par avion cette année-là, soit 27,5 % du total et le premier groupe), mais aussi des Métropolitains venus s'installer (ils étaient 4 848 arrivés à La Tontouta en 2009,) ou encore les étudiants néo-calédoniens partis étudier en Métropole et qui reviennent passer leurs vacances universitaires en famille et les autres résidents de Nouvelle-Calédonie qui s'en retournent de voyages divers (37 072 des 119 035 retours de voyage en 2009 se font à partir de la Métropole, soit 31 % d'entre eux et le deuxième territoire visité après l'Australie). Il existe trois principaux axes aboutissant à Paris, pour un temps de parcours total (en fonction du temps passé aux escales) compris généralement entre 23 et 30 heures (dont 21 au minimum en vol) et des coûts aller-retour moyens négociés de 1 000 jusqu'à souvent plus de 2 000 € :
- celui passant par l'Asie du Nord-est, le plus rapide avec un temps de trajet total compris entre 23 et 30 heures (via Tōkyō, Ōsaka ou Séoul et de là des vols assurés principalement par Air France en ligne directe de 12 ou 13 h[108], ou sa compagnie sœur KLM par Amsterdam entre 13 et 17 h[108], voire Finnair via Helsinki entre 14 et 16 h[108]). Aircalin assure quatre vols hebdomadaires vers l'aéroport international de Narita (soit 1 100 sièges disponibles par semaine et un parcours compris entre 8 h 40 min et 9 h 5 min[109]), 2 vols vers celui du Kansai (800 sièges, entre 8 h 45 min et 9 h de trajet[109]) et 2 également vers celui d'Incheon (550 sièges, et plus ou moins 9 h 50 min de trajet[109])[105].
- celui passant par l'Australie puis l'Asie du Sud-est (principalement Singapour mais aussi Jakarta, Bangkok ou Hong Kong, tous via Sydney et desservant parfois Londres avant d'atteindre Paris, assurés depuis l'Australie par Qantas, British Airways ou des compagnies de la région comme Cathay Pacific). Il s'agit du trajet le plus long, d'environ 30 h.
- la nouvelle route ouverte en 2009 par Air Austral passant par l'océan Indien (desservant Sydney et La Réunion) a déjà transporté 27 311 passagers en 2009.

Les autres destinations ou points de départ fortement liées à la Nouvelle-Calédonie sont :
- l'Australie, avec non seulement 18 567 touristes australiens arrivés par avion en 2009 (19 % du total et le troisième pays d'origine des touristes, derrière la France métropolitaine et le Japon), mais également la même année 41 821 voyages de retour de résidents néo-calédoniens provenant de ce pays (35 % du total et la première destination visitée par les Calédoniens, essentiellement pour le tourisme, la Gold Coast près de Brisbane étant une destination prisée des vacanciers de l'archipel). L'aéroport international Kingsford Smith de Sydney est desservie par 6 vols hebdomadaires (soit une offre de 1 250 sièges par semaine) assurés par 3 compagnies (Aircalin, Qantas et Air Austral), pour un temps de trajet moyen de plus ou moins 3 h[110]. L'aéroport international de Brisbane est pour sa part relié à La Tontouta par 3 vols hebdomadaires (500 sièges) d'Aircalin ou de Qantas, et un parcours effectué entre 2 h et 2 h 25[105],[110].
- le Japon, qui est essentiellement un lieu de départ de touristes pour la Nouvelle-Calédonie : ils étaient 18 926 en 2009 (19 % de la totalité des touristes et le deuxième pays d'origine, le nombre de visiteurs japonais est néanmoins en fort déclin depuis 2005).
- la Nouvelle-Zélande est la troisième destination visitée par les Néo-calédoniens après la France métropolitaine et l'Australie, puisque 14 478 retours provenaient de ce pays en 2009. S'y ajoute un nombre de touristes néo-zélandais visitant la Nouvelle-Calédonie qui a connu un léger essor en 2007 (culminant alors à 9 475 personnes contre 6 930 en 2006) avant de redescendre à 6 651 en 2009. 4 vols hebdomadaires (soit une offre de 700 sièges par semaine) lient La Tontouta à l'aéroport d'Auckland, assurés par Aircalin ou Air New Zealand[105]. Le temps de trajet est compris entre 2 h 40 et 2 h 55[111].
- les territoires ou pays avec lesquels certaines communautés de la population néo-calédonienne conservent des liens importants (notamment familiaux) : Wallis-et-Futuna (3 vols d'Aircalin et 450 sièges par semaine directement, réalisé alors en environ 3 h, ou via Nadi[105] en 4 h 30[112]), le Vanuatu (5 vols et 500 sièges hebdomadaires par Aircalin ou Air Vanuatu[105], réalisés en environ 1 h[112]) l'Indonésie, le Viêt Nam, la Polynésie française (1 vol d'Aircalin et 270 sièges par semaine[105], avec un temps de trajet compris entre 5 h 45 et 6 h 20[112]).

#### Le fret international
Le fret arrivant ou partant de La Tontouta, compris entre 5 000 et 6 000 t depuis 2000, est constitué avant tout du transport de malles ou de produits périssables (notamment des fruits, légumes et produits laitiers importés d'Australie ou de Nouvelle-Zélande, certaines denrées agricoles exportées). S'y ajoute le trafic de poste, avec 986 t de courriers en 2009.

### Transports domestiques
En 2009, 370 056 passagers ont embarqué ou débarqué à l'aéroport de Magenta (l'un des trois aérodromes appartenant à la Nouvelle-Calédonie, il est géré en concession par la CCI et centralise l'essentiel du trafic aérien domestique). Ce trafic a connu alors une croissance de 6 % par rapport à 2008, de 30 % depuis 2005 et de 28,3 % depuis 2000. Parmi eux, la quasi-totalité, soit 96,2 % (356 043), était transportée par Air Calédonie. Le reste, 14 013 personnes, ont emprunté l'une des autres petites compagnies qui assurent essentiellement des services à la demande.

#### Une compagnie domestique d'importance

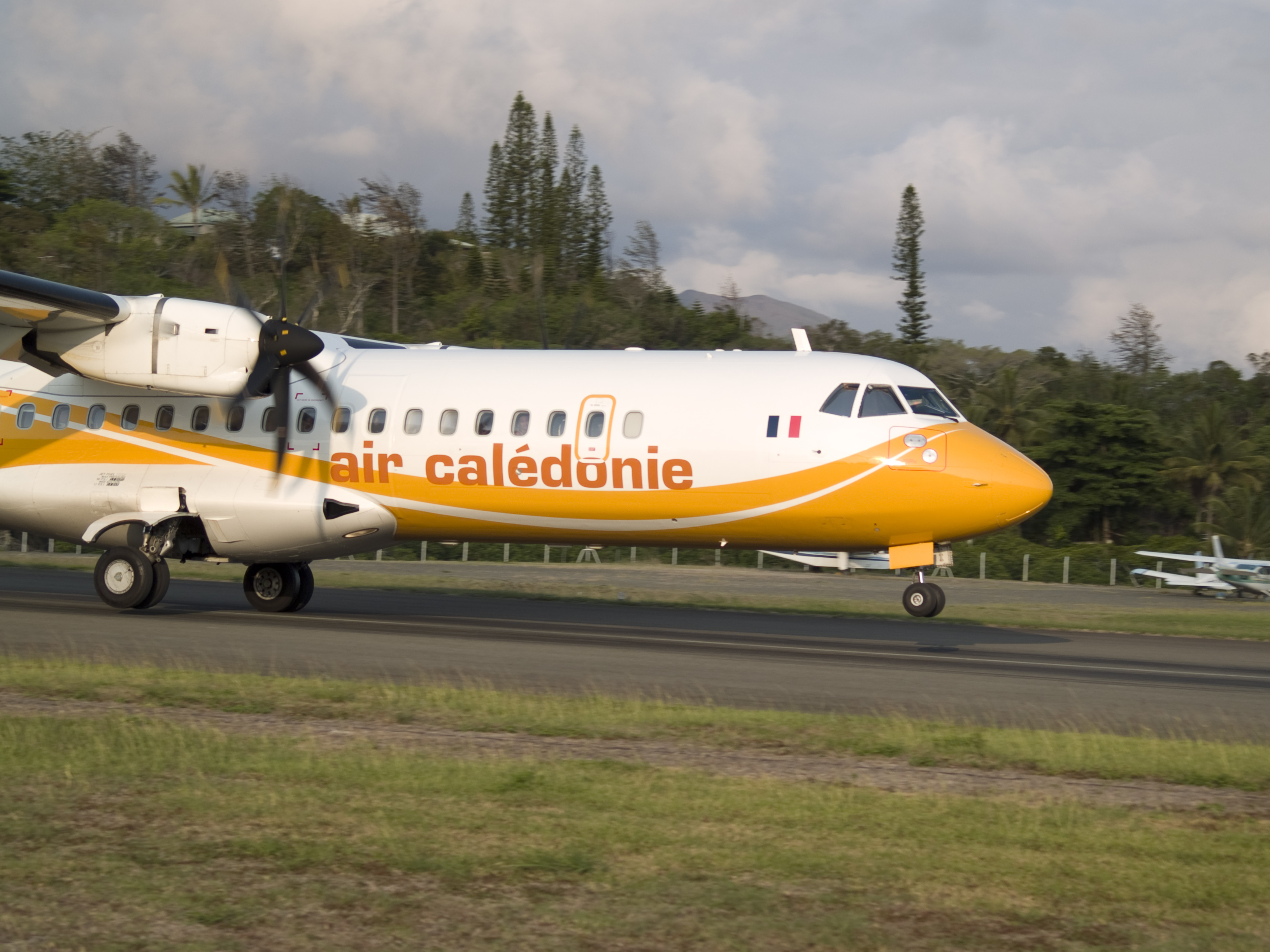
ATR 72-500 d'Air Calédonie, à l'Aéroport Nouméa - Magenta.

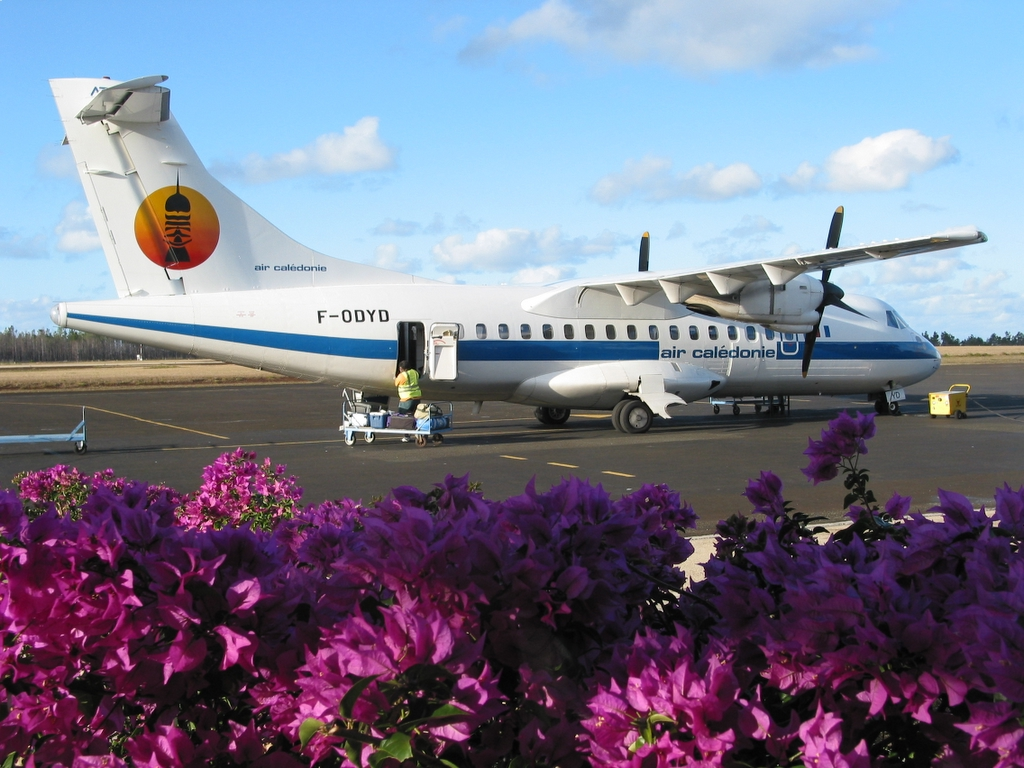
ATR 42-320 d'Air Calédonie, au chargement à l'aérodrome provincial de Moue Île des Pins.

Le principal réseau de transport aérien domestique régulier est assuré à partir de l'aéroport de Magenta, à Nouméa, par la compagnie Air Calédonie (celle-ci a transporté 356 043 passagers au départ ou à l'arrivée de Magenta en 2009). De là sont desservis neuf autres aéroports locaux, dont sept en ligne directe depuis Magenta et deux avec une escale :
- aux îles Loyauté : elles ont drainé en 2009 près des 3/4 (73,6 %, 262 025 personnes débarquées ou embarquées) des passagers d'Air Calédonie, notamment en raison de l'important exode rural de la population îlienne vers le Grand Nouméa :
  - l'aéroport de Wanaham à Lifou, à 40 minutes de vol de Magenta, de loin la principale destination avec 129 737 passagers embarqués ou débarqués par Air Calédonie en 2009 (36,4 % des personnes ayant transité dans l'un des aéroports hors Magenta). Il s'agit de l'un des trois aérodromes appartenant à la Nouvelle-Calédonie, sa gestion n'est pas mise en concession.
  - l'Aéroport de La Roche à Maré, à 40 minutes de vol de Magenta, est la troisième destination de la compagnie domestique après Lifou et l'Île des Pins, avec 65 644 passagers en 2009. Il s'agit d'un aérodrome provincial, géré par la Province des îles Loyauté.
  - l'aéroport d'Ouloup à Ouvéa, à 40 minutes de vol de Magenta, est la quatrième destination de la compagnie domestique, presque à égalité avec Maré, avec 64 435 passagers en 2009. Il s'agit d'un aérodrome provincial, géré par la Province des îles Loyauté.
  - l'aéroport de Tiga, sur l'île du même nom et le territoire de la commune de Lifou, à 1 heure de vol de Magenta, est exclusivement desservi via Maré ou Lifou. Il est la sixième destination d'Air Calédonie, avec 2 209 passagers en 2009. Il s'agit d'un aérodrome provincial, géré par la Province des îles Loyauté.
- Province Sud :
  - l'aéroport de Moué à l'île des Pins, à 30 minutes de vol de Magenta, est l'unique aérodrome appartenant à la Province Sud desservi par Air Calédonie. Il est géré en concession par la CCI. L'île des Pins étant un important site touristique, avec notamment son hôtel Méridien cinq étoiles d'Oro, il s'agit d'une destination importante, la deuxième d'Air Calédonie après Lifou avec 88 431 passagers en 2009 (24,8 % du trafic).
- Province Nord : largement concurrencé par la route, le trafic aérien vers le Nord est presque inexistant, avec seulement 5 587 passagers en 2009 (1,6 % du total). Il a néanmoins presque doublé par rapport à 2008, grâce surtout au développement de l'aéroport de Koné :
  - l'aéroport de Koné, dans la commune du même nom qui est le chef-lieu de la Province Nord, à 40 minutes de vol de Magenta, est le troisième aérodrome appartenant à la Nouvelle-Calédonie. Sa gestion n'est pas mise en concession. Si le nombre de passagers n'a jamais dépassé 1 000 entre 2005 et 2008, il a atteint 3 517 en 2009. Cela est lié au développement urbain de l'aire Voh-Koné-Pouembout associé au chantier de l'usine de Koniambo.
  - l'aéroport de Touho, dans la commune du même nom, à 40 minutes de vol de Magenta, est le seul à être situé sur la côte est de la Grande Terre. Il est le deuxième de la Province Nord (mais seulement le troisième moins fréquenté du Territoire) avec 1 237 passagers en 2009. Il était pourtant encore en 2000 le plus grand aéroport du Nord et le cinquième de la Nouvelle-Calédonie (avec cette année-là 3 417 passagers, et un record à 5 722 en 1995). La mise en service de la nouvelle Koné-Tiwaka à partir de 2000 a renforcé le poids de la liaison par la route, tandis que les efforts du rééquilibrage (l'usine du Nord, l'installation des infrastructures du « Grand H ») ont réduit les trajets vers Nouméa. Il s'agit d'un aérodrome provincial, géré par la Province Nord.
  - l'aéroport de Koumac dans la commune du même nom, à 1 h 20 min de vol de Magenta, a lentement décliné à partir de 1995, et sa fréquentation n'est plus que de 643 passagers en 2009. Il s'agit d'un aérodrome provincial, géré par la Province Nord.
  - l'aéroport de Waala dans les îles Belep, à 2 h 25 min de vol de Magenta, est desservi par Air Calédonie depuis Magenta via Koumac. Il est le moins fréquenté du Territoire, avec 190 passagers en 2009. Il s'agit d'un aérodrome provincial, géré par la Province Nord.

Air Calédonie est détenue à 50,28 % par le Gouvernement de la Nouvelle-Calédonie, à 43,31 % par la Province des îles Loyauté, à 4,32 % par des petits actionnaires privés et à 2,09 % par Air France. Ayant connu à la fin des années 1990 et au début des années 2000 de légères difficultés (liées à la mise en place du Betico notamment, augmentant un temps la concurrence du trafic maritime pour le transport de passagers, mais aussi à plusieurs conflits sociaux), la compagnie a pris plusieurs mesures qui lui ont permis de repartir à la hausse à partir de 2003. Elle a ainsi renouvelé sa flotte (commande en 2005 d'un ATR 42-500 et de deux ATR 72-500, livrés en 2006 et 2007, pour remplacer ses ATR 42-320, devenant vieillissants et assez coûteux à utiliser), supprimé les vols directs inter-îles (les liaisons qui ralliaeent entre elles les îles Loyauté sans passer par Magenta, et qui apparaissaient peu performantes, ont été remplacées par des lignes dites « Tchap-Tchap », qui transitent par Nouméa) et concentré ses efforts sur les rotations Magenta-Îles.

#### Les autres liaisons domestiques

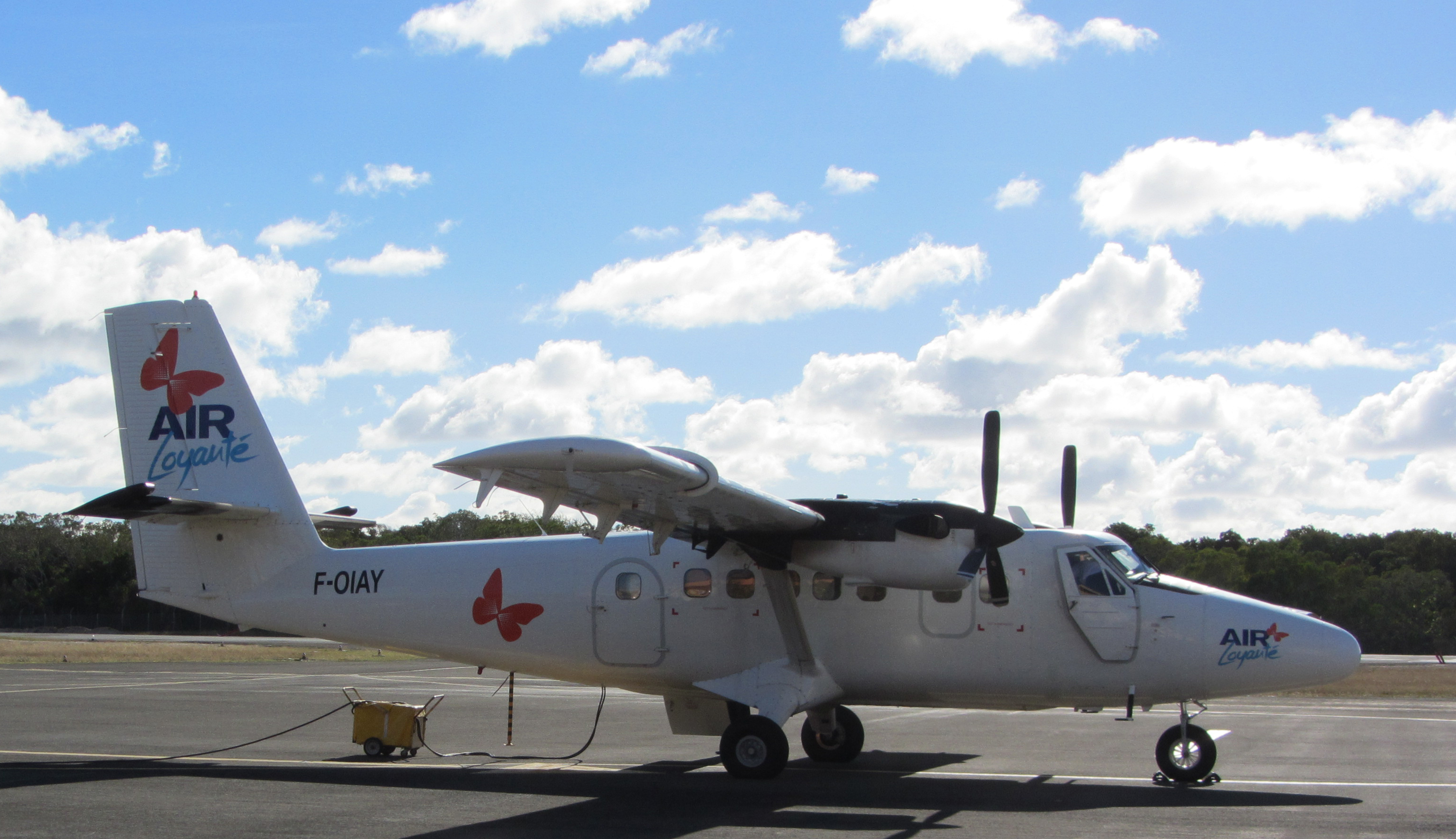
DHC-6 Twin Otter de Air Loyauté à Ouvéa en 2014.

Outre Air Calédonie, l'aéroport de Magenta sert également de hub à Air Loyauté. Il s'agit d'une compagnie créée en 2003 afin d'améliorer le désenclavement des Îles Loyauté, effectuant du transport aérien régulier et à la demande et appartenant à la SODIL, la société de développement et d'investissement de la Province des îles Loyauté. Elle dispose de trois Twin Otter DHC-6-300 et doit mettre en service en 2011 deux nouveaux Twin Otter DHC-6-400. Elle dessert de manière régulière, en partage de code avec Air Calédonie, l'aéroport de Wanaham à Lifou via celui de Tiga (50 minutes pour atteindre Tiga et 1 h 45 min pour Lifou, avec deux rotations hebdomadaires), l'aéroport de Waala aux îles Belep via celui de Koumac (1 h 20 min pour atteindre Koumac et 2 h 25 min pour les îles Belep, avec deux vols par semaine) et l'aéroport de Touho (trois liaisons hebdomadaires effectuées en 1 h). Des vols à la demande ont de plus lieu vers les autres aéroports du réseau d'Air Calédonie (avec la possibilité de liaisons inter-îles directes), mais aussi vers Nouméa - La Tontouta (en 20 minutes) voire vers l'aéroport International de Bauerfield de Port-Vila au Vanuatu (en 2 h).
La petite compagnie Air Alizé, créée en 2004 et elle aussi basée à Magenta, offre essentiellement, à la demande, des missions SAMU et évacuations sanitaires déléguées par la Nouvelle-Calédonie depuis 2006 (par un Beechcraft 200 d'une capacité de 3 passagers, dont deux personnels médicaux en plus du patient) ainsi que des vols touristiques ou pour les entreprises (assurés par un Piper 31T3 pouvant transporter 8 passagers), et du fret urgent de petite capacité, au départ de Magenta ou de La Tontouta vers tous les autres aéroports de l'archipel.
Et l'aéroport de Magenta sert également d'héliport, avec trois compagnies :
- Hélicocéan, une compagnie privée créée en 1970, qui réalise des vols de tourisme, de lutte contre les incendies, d'évacuations sanitaires d’urgence, d'hélitreuillage, à quoi s'ajoutent une école de pilotage et un centre de maintenance aéronautique. Elle dispose de 6 Eurocopter AS-350 Écureuil (1 B1, 2 B3 et 3 B2) et d'un Robinson R44. Elle est la représentante locale de la marque Robinson.
- Heli-inter Calédonie assure du transport de tourisme et de marchandises en Province Sud
- Hélitourisme réalise des vols de tourisme au-dessus de Nouméa et des environs (jusqu'à l'île des Pins).

En plus des aéroports utilisés par Air Calédonie, trois aérodromes publics ne sont plus utilisés essentiellement que par l'aéro-club : ceux provinciaux de Canala (sur la commune du même nom sur la côte est, la piste est revêtue) et de l'Poé (à Bourail sur la côte ouest, avec une piste non revêtue), et l'unique aérodrome communal de Oua Tom à La Foa. S'y ajoute un aéroport privé, celui de Malabou à Poum (il était desservi par Air Calédonie dans les années 1990).

## Transport ferroviaire

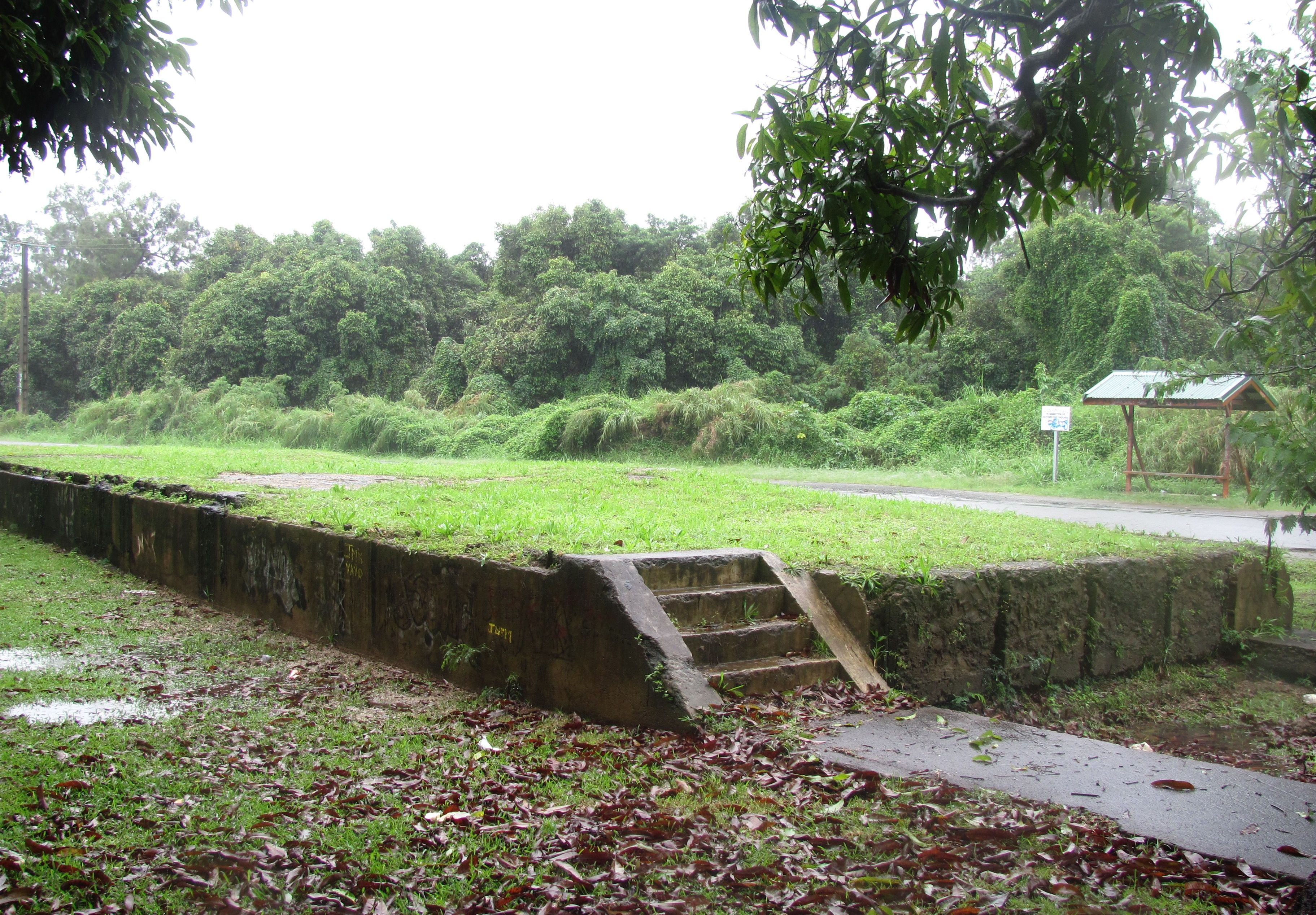
Ruines de l'ancienne gare de Païta en Nouvelle-Calédonie.

Une seule ligne de chemin de fer a existé historiquement en Nouvelle-Calédonie : le « petit train de la mine » qui reliait Nouméa à Païta, exploitée entre 1904 et 1939. Si un « chemin de fer de Nouméa à Canala » est déclaré d'utilité publique dès 1884, le projet n'est lancé qu'à partir du 17 août 1901, date du coup de pioche inaugural, grâce à l'action du gouverneur Paul Feillet, alors que la Nouvelle-Calédonie connaît un premier boom industriel grâce au nickel et afin d'aider au désenclavement de la « Brouse ». Il était prévu initialement d'arriver jusqu'à Bourail. La mise en service a lieu le 30 décembre 1904. La voie n'atteint toutefois la Dumbéa qu'en 1906 (soit seulement 17 km de distance), et les travaux sont arrêtés, faute de crédit, jusqu'en 1910. En effet, les travaux se sont révélés particulièrement couteux (plus de 4,5 millions de francs), avec la nécessité de réaliser des aménagements lourds (le percement de ce qui est aujourd'hui appelé la Montagne Coupée entre le mont Montravel et Doniambo à Nouméa, le creusement d'un tunnel de 200 mètres sous le col de Tonghoué).
En 1910, les travaux reprennent jusqu'à Païta grâce à la proposition faite en 1908 par la Société des charbonnages de Nouvelle-Calédonie (SCNC), qui exploite les gisements de Nondoué, de les financer. Mais encore une fois les frais engagés se révèlent trop important avec l'aménagement de nouveaux ouvrages d'arts (le pont de 79 m sur la Dumbéa ou la réalisation d'un second tunnel de 232 m à Erembéré, par exemple). La ligne jusqu'à Païta est inaugurée le 1er janvier 1914, avec un temps de parcours d'une heure et demie, dix haltes et un arrêt obligatoire à mi-chemin à Dumbéa. Mais elle ne va pas plus loin. Elle ne fait donc au total que 29 kilomètres de long, ce qui est trop court pour obtenir un trafic important tandis que la zone traversée reste faiblement peuplée et ne dispose pas de sites miniers d'importance. Le transport de marchandises par ce mode de transport ne représente pour l'année 1914 que 30 t par semaine. Les comptes d'exploitation de la ligne, qui s'équilibrait en 1908, devient déficitaire à partir de 1912, et la question de sa suppression est vite abordée. C'est finalement en novembre 1939, à la suite des épidémies de peste récurrentes entre 1905 et 1941, à la crise des années 1930 et face au développement du réseau routier, que la décision est prise, et le « petit train » est arrêté le 1er janvier 1940. Il ne doit s'agir alors que d'une suspension provisoire du service, le temps d'envisager la possibilité d'améliorer le matériel roulant et les voies, dont l'état ne permettait plus une exploitation en toute sécurité. Entre 1942 et 1945, la ligne est temporairement réactivée par les Américains pour acheminer munitions et explosifs jusqu’aux entrepôts qu’ils avaient aménagés, dans les vallées de Katiramona et de Nondoué.
Après la fin de la Seconde Guerre mondiale, la ligne fut définitivement fermée, le matériel vendu comme ferraille, à l’exception d’une locomotive et de trois wagons, dans un premier temps achetés pour ouvrir, sur la baie des Citrons à Nouméa, un restaurant baptisé Le Petit Train en son honneur. Certaines portions et aménagements réalisés pour cette ligne ont été réutilisés par la route, notamment la Montagne Coupée (où passe désormais la voie de dégagement E1), ou le pont sur la Dumbéa. Des portions de voie, désormais envahie par la végétation, ont également persisté, et les entrées du tunnel du col de Tonghoué restent visible. Des vestiges de l'ancienne gare terminus de Païta, près du village, persistent, avec la carcasse de la dernière locomotive,,.
Cependant, l'exploitation minière et forestière a mis en place plus de 400 km de voies ferrées (encore existantes, dont 26 à Thio), et plus de cent locomotives (97 recensées au 01/01/2016) . L'association Trainc (Les trains de Nouvelle-Calédonie) s'emploie à revitaliser ce fort potentiel touristique, avec le rétablissement d'une ligne Nouméa-Païta.